# 서울 이랜드 FC 2017 시즌
서울 이랜드 FC의 2017 시즌은 창단 후 3번째 시즌이다.

## 겨울 이적시장
창단 세번째 시즌을 준비하면서 예년보다 이르게 2016년 12월부터 영입에 박차를 가하였다.
팀의 간판 스트라이커 주민규와 주장 김동철이 각각 상주 상무와 아산 무궁화로 군입대가 확정되면서, 팀 전력 누수가 심각했기 때문이다.
구단 공식 페이스북을 통해 공격수 유창현과 조우진이 계약만료로 팀을 떠났고, 수비수 구대엽이 목포시청으로 이적했음이 확인되었다.
반면 새로운 선수로 가장 먼저 인천 유나이티드로부터 베테랑 미드필더 김태수를 영입했다.
또한 외국인 선수도 빠르게 영입해 나갔다. 아르헨티나 프로 2부리그 소속 비야 달미네로부터 공격수 파블로 루이스를 영입했다.
서울 이랜드 FC는 기존 외국인 선수를 전부 보내고, 스페인어권 남미 커넥션으로 새 외국인 선수들을 구성하려 했다. 그 중 콜롬비아 축구 리그 카테고리아 프리메라 A 소속 데포르테스 톨리마의 파라과이 공격수 빅토르 아키노의 영입을 시도했다. 그런데 빅토르 아키노와 구단 간의 구두합의가 이루어진 이후 구단 공식 영입발표가 나왔으나, 아키노의 입장에서는 계약이 완료되지 않은 상황에서 발표가 이루어진 것에 대해 불만을 표출했다. 결국 아키노는 서울 이랜드와의 구두합의를 파기하고 베네수엘라 1부 리그 데포르티보 타치라로 행선지를 변경했다. 이에 팬들은 구단의 초보적인 실수에 분노를 표하기도 하였다. 이와 더불어 파블로 루이스마저 아내의 임신으로 인해 구단에 불합류 할 것을 통보하는 사태까지 벌어졌고, 결국 서울 이랜드 FC는 외국인 선수 구상을 처음부터 다시 짜야 하는 상황에 놓이게 되었다.
신인 선수도 일찍이 영입되었다. 청주대 출신 미드필더 정희웅과 연세대 출신 미드필더 강상민이 새롭게 입단하였다.
젊은 피 수혈은 여기에 그치지 않았다. 울산 현대로부터 공격수 김민규를 임대영입하였으며,
전북 현대 모터스로부터 윙포워드 명준재를 임대영입하였다.
2016년 마지막 날, 두 명의 신인 선수를 추가로 영입하는 소식을 전했다. 청주대 출신 공격수 김희원과 강릉시청 출신 수비수 김연수가 영입되었다.
풀백 자원은 여전히 서울 이랜드 FC의 고민이었다. 심상민과 김봉래가 임대기간이 만료되어 각각 원 소속팀으로 돌아갔고, 센터백과 풀백을 동시에 책임지던 김동진도 홍콩 킷치 SC로 떠났기 때문이다.
이에 대한 해답으로 대구 FC의 풀백 감한솔을 서울 이랜드 FC의 골키퍼 김현성과 맞트레이드를 하여 영입하였다.
12월 29일 구단 공식 페이스북을 통해 2016 시즌 동안 임대로 함께 했던 최치원 선수를 전북 현대 모터스로부터 완전영입했음이 확인되었다.
2017년이 되어 FA 시장이 열렸다. 1월 3일 FA 자격이었던 미드필더 안태현이 부천 FC 1995로 떠났다. 1월 8일 강원 FC로부터 골키퍼 안지현을 자유계약으로 영입하며 구단의 2017시즌 골키퍼 구성을 완료했다.
서울 이랜드 FC는 2016년 말 한만진 대표이사를 새로 부임시켰었다. 새로운 대표이사의 결정아래 이적시장이 한창 진행되는 시점에서 박건하 감독이 물러나고, 김병수감독이 서울 이랜드 FC 3대 감독으로 부임하였다. 다만, 프리시즌 전지훈련을 막 시작한 시기에 갑작스런 감독교체 발표에 팬들은 혼란을 빚었다. 영남대학교 축구부에서 8년간 역임하며 좋은 성적을 일궈낸 감독이라 환영하는 부류가 있는 한편, 구단의 초보적인 행정에 분노를 표출한 부류가 있기도 했다.
김병수 감독 부임이후 대구 FC로부터 공격적 풀백 이준희가 영입되었다. 이준희는 2016 겨울 이적시장 때 영입이 되었었으나, 군문제로 인하여 계약합의 20일 만에 재차 계약해지를 했었다. 그로부터 1년 부상으로 인해 군문제가 해결되었고, 다시 서울 이랜드 FC와 인연을 맺었다. 또한 대구 FC에서 수비수 최호정을 영입했다. 최호정은 풀백과 센터백, 수비형 미드필더까지 소화하는 멀티플레이어다. 뒤이어 고양 자이크로 FC에서 미드필더 이도성과 이예찬을 영입했다.
베테랑의 영입도 박차를 가했다. 1월 20일 부천 FC 1995로부터 프로 100경기 이상을 뛴 베테랑 수비수 최병도를 영입했다. 바로 다음날 대전 시티즌에서 프로 140경기 이상을 뛴 베테랑 미드필더 김병석을 영입했다. 같은 날 FC 서울로부터 멀티플레이어 금교진을 영입했다. 수비진 뿐만 아니라 공격진 영입도 뒤를 이었다. 1월 24일 광주 FC로부터 멀티 공격수 조용태를 영입했다. 다음 날 강원 FC로부터 심영성을 영입하였으며, 계약기간은 2년이다.
2월 1일 제주 유나이티드 FC로부터 풀백 김봉래를 재임대하는데 성공하였다. 2월 2일 부산 아이파크로부터 센터백 김재현을 영입했다. 2월 5일에는 수원 삼성 블루윙즈로부터 백지훈을 영입했다.
2월 중순이 되어서 외국인 선수 수급도 시작되었다. 2월 15일 일본 J2리그의 교토 상가 FC로부터 공격수 로빙요를 영입했다. 2월 16일 같은 교토 상가 FC 소속 선수였던 미드필더 와다 아쓰키를 영입했다. 같은 날 울산 현대로부터 미드필더 고민혁을 영입하기도 하였다. 2월 20일 브라질 CR 바스쿠 다 가마 출신 윙어 야구 모레이라 시우바를 영입했다. K리그 등록명은 '야고'다. 야고의 영입을 마지막으로, 구단 공식 페이스북 페이지를 통해 K리그 챌린지 2017시즌을 위한 선수단 구성이 마무리되었음이 발표되었다.
2월 28일 센터백 양기훈과 부천 FC 1995의 미드필더 김대광 간의 트레이드가 합의되었다.
3월 31일 K리그 챌린지 2017시즌 이적시장 마지막 날, 대구 FC로부터 공격수 주한성을 임대 영입하였다.

## 프리시즌
2017년 서울 이랜드 FC의 프리시즌 전지훈련 장소는 전라남도 남해군과 제주도 서귀포시, 그리고 울산광역시 울주군이다. 1월 9일부터 1월 27일까지 남해에서 첫 프리시즌을 소화하며, 1월 31일부터 2월 12일까지는 서귀포, 2월 12일부터 2월 24일까지는 울주에서 프리시즌을 소화한다. 그러나 일정이 변경되어 2월 14일까지 제주에서 지냈고, 울주 전지훈련은 2월 15일부터 스케줄을 시작했다.

### 연습 경기 결과
| 날짜       | 상대팀          | 결과 | 스코어 | 득점                   | 도움                   | 경기장                |
| ---------- | --------------- | ---- | ------ | ---------------------- | ---------------------- | --------------------- |
| 2017-01-19 | 호원대학교      | 승   | 1-0    | 김민규                 |                        | 남해 스포츠파크       |
| 2017-01-21 | 영남대학교      | 패   | 0-1    |                        |                        | 남해 스포츠파크       |
| 2015-01-25 | 대전 코레일     | 승   | 2-0    | 명준재, 김민규         |                        | 남해 스포츠파크       |
| 2015-01-26 | 전주대학교      | 승   | 3-1    | 김병석, 심영성, 김희원 | 최치원, 이준희, 최오백 | 남해 스포츠파크       |
| 2015-01-27 | 호남대학교      | 승   | 3-0    | 심영성(2골), 김연수    | 김병석, 감한솔         | 남해 스포츠파크       |
| 2017-02-03 | 베이징 쿵구     | 무   | 1-1    | 김준태                 | 김민규                 | 제주종합운동장        |
| 2017-02-04 | 김포 시민축구단 | 패   | 1-2    | 최오백                 | 김민규                 | 제주 공천포구장       |
| 2017-02-06 | 경희대학교      | 승   | 2-0    | 최호정, 김희원         |                        | 제주 공천포구장       |
| 2017-02-07 | 스자좡 융창     | 승   | 1-0    | 심영성                 | 김준태                 | 제주 공천포구장       |
| 2017-02-08 | 단국대학교      | 승   | 1-0    | 명준재                 | 김민규                 | 제주 공천포구장       |
| 2017-02-11 | 포항 스틸러스   | 무   | 0-0    |                        |                        | 제주 효돈구장         |
| 2017-02-14 | 제주 유나이티드 | 무   | 0-0    |                        |                        | 제주월드컵경기장      |
| 2017-02-22 | 강원 FC         | 패   | 1-2    | 김민규                 |                        | 부산 기장월드컵빌리지 |
| 2017-02-24 | 포항 스틸러스   | 패   | 3-4    | 김준태, 로빙요, 심영성 | 로빙요                 | 포항스틸야드          |

### 그 외
구단 공식 페이스북을 통해 프리시즌 기간 동안 김현규 선수가 뼛조각 수술을, 이예찬 선수가 부상으로 인한 코 수술을 받았음이 알려졌다.

## 정규시즌
서울 이랜드 FC 2017 시즌 주장은 골키퍼 김영광, 부주장은 김준태가 선정되었다.

### 전반기
- 1라운드 
 vs 부천 (A) 2 : 1 패

```
선발 명단 : 
GK
 
김영광
 
DF
 
김봉래
, 
김연수
, 
최호정
, 
금교진
 
 
24′
 
76′
 
MF
 
김준태
, 
김태수
 
 62′
, 
백지훈
 
 69′
 
FW
 
이예찬
, 
야구
, 
심영성
 
 45′

대기 명단 : 
이상기
, 
전민광
 
 69′
, 
감한솔
, 
고민혁
 
 62′
, 
명준재
, 
최오백
, 
로비뉴
 
 45′
```

3월 5일 부천종합운동장에서 K리그 챌린지 2017시즌 첫 경기를 가졌다. 김병수 감독의 프로 데뷔전이었으며, 선발 명단에 포함된 센터백 김연수도 프로 데뷔 무대를 가졌다. 포메이션은 4-2-3-1 형태였으며, 공격형 미드필더 자리에는 백지훈이 자리잡았다. 팀은 새로운 감독 아래 패스플레이를 이어나가며 볼 점유에 집중하는 양상을 보였으나, 슈팅까지 이어지는 플레이가 부족했고 전반전은 득점 없이 마무리되었다. 후반전에 들어서 선수들의 체력 저하 때문에 수비진영이 흐트러졌고, 69분 경 부천 FC 1995의 박민에게 실점을 허용했다. 그러나 76분 경 파울로 얻어낸 프리킥 기회에서 금교진이 강력한 오른발 슈팅을 했고 득점으로 이어졌다. 하지만 체력 문제는 심각해졌고, 88분 경 바그닝요에게 결승골을 헌납하여 1-2 패배로 마무리되었다.
- 2라운드 
 vs 경남 (H) 0 : 1 패

```
선발 명단 : 
GK
 
김영광
 
DF
 
김봉래
, 
전민광
, 
최호정
, 
금교진
 
MF
 
김준태
, 
김병석
 
 56′
, 
고민혁
 
 66′
 
FW
 
명준재
 
 
64′
, 
최오백
, 
로비뉴
 
 56′

대기 명단 : 
이상기
, 
김연수
, 
김태수
 
 66′
, 
최치원
 
 56′
, 
이예찬
, 
야구
, 
김민규
 
 56′
```

3월 12일 오후 3시 서울올림픽주경기장에 서울 이랜드 FC의 K리그 챌린지 2017 홈 개막전을 보기 위해 4,531명의 팬이 운집하였다. 그러나 경기 당일 없는 좌석을 예매가 가능하게 해놓아 문제가 발생했다. 관객들의 통행안전을 위해 2016 시즌부터 A열 좌석을 전부 철거했으나, 인터파크 티켓에서는 그대로 예매가 가능한 상태로 남아있던 것이었다. 인터파크를 통해 가변석 가장 앞자리인 A열에 예매한 관객들은 경기장에 들어서자 자신의 좌석이 없는 상태였고, 구단 프런트마저도 이를 뒤늦게 알아차려 사태를 수습하려 했다. 그러나 구단은 미리 예매를 해 놓은 관객들에게 무작위로 새로운 자리를 배정했고, 이는 팬들에게 큰 비판을 받게끔 만들었다. 선발 라인업은 1라운드 때와 비교하여 6명이 바뀌었고, 공격진은 모두 다른 선수가 출전하였다. 경기 스타일은 준비한 대로 점유율을 지키며 수비진을 끌어올려 상대진영을 압박하는 방식이었으나, 미드필드 진영에서의 패스 미스와 페널티 박스안에서 공격전개 미숙 등으로 이렇다 할 공격 없이 전반전을 끝마쳤다. 56분 경 김병수 감독은 로비뉴와 김병석을 불러들이고 최치원과 김민규를 동시에 투입시켰다. 두 선수의 투입 이후 공격 흐름에 물꼬가 트기 시작하였으나, 공격형 미드필더 고민혁이 부상을 당하고 교체된 이후 수비적인 성향인 김태수가 들어서면서 경기는 다시 제자리 걸음을 했다. 77분 경 마르캉이 인터셉트한 볼을 정현철이 받았고, 페널티 박스 안에서 센터백 최호정을 제치고 이 경기의 결승골을 기록하였다. 경기 점유율은 전후반 내내 6:4로 우위를 점했으나, 슈팅 2회와 유효슈팅 0회라는 기록을 남겼다. 그리고 이 날 서울 이랜드 FC 역사상 최초로 응원을 외주업체에 맡겼고, 그 소속 응원단들이 데뷔 무대를 가졌다. 하지만 축구가 아닌 타 스포츠에서 활동하던 응원단과 기존에 자발적으로 응원하던 팬들과 호흡이 맞지 않아 제대로 된 응원이 나오질 못했고, 팬들 사이에서 비판을 받았다.
- 3라운드 
 vs 대전 (A) 2 : 1 패

```
선발 명단 : 
GK
 
김영광
 
DF
 
이예찬
 
 64′
, 
김연수
, 
김재현
, 
금교진
 
 
38′
 
 
72′
 
MF
 
최호정
, 
김준태
, 
아쓰키
, 
최치원
 
 
27′
, 
조용태
 
 79′
 
FW
 
김민규
 
 51′

대기 명단 : 
이상기
, 
전민광
 
 79′
, 
감한솔
 
 64′
, 
김태수
, 
고민혁
, 
김대광
, 
로비뉴
 
 51′
```

3월 18일 오후 3시 대전월드컵경기장에서 K리그 챌린지 3라운드 경기가 펼쳐졌다. 전술은 4-2-3-1을 기반으로 하되, 수비 및 빌드업 과정에서는 5-4-1로 전환하는 포메이션을 사용했다. 또한 이 날 와다 아쓰키가 K리그 데뷔무대를 가졌다. 공격수 이예찬은 이 날 왼쪽 윙백 자리를 맡았다. 전반 6분 페널티박스 좌측에서 대전 시티즌 미드필더 이호석이 금교진을 제치고 크로스를 낮게 깔아 올린 것이 김연수의 손에 맞아 페널티킥이 선언되었다. 이를 크리스티안 더널라케가 왼쪽 상단을 향해 강력하게 처리하여 성공시켰다. 전반 27분 김준태가 페널티박스로 띄워 보낸 공을 김민규가 원터치 패스로 최치원에게 전달했고, 최치원이 앞에서 태클을 넣던 대전의 김태은을 제치고 침착하게 마무리하여 동점골을 성공시켰다. 후반전이 시작되고, 김민규가 허리 통증을 호소하여 51분 경 다니에우 로비뉴와 교체되었다. 58분 경 오른쪽 터치라인에서 대전의 김정주가 스로인을 한 공이 수비수와 경합하던 크리스티안 더널라케를 지나 쇄도하던 이호석의 앞에 떨어졌고, 이를 침착하게 마무리하여 대전이 다시 앞서나가는 골을 기록했다. 이후 서울 이랜드는 이예찬 대신 감한솔을 투입하며 분위기 반전을 꽤했으나, 72분 경 금교진이 경고누적으로 퇴장을 당하며 수적열세에 놓이게 되었다. 이에 김병수 감독은 멀티 자원 전민광을 최전방에 투입시키며, 큰 키를 활용해 롱볼을 따내는 전술을 선택했다. 그러나 경기 결과를 뒤집기에 역부족이었고, 결국 2:1 패배로 경기를 마무리지었다. 서울 이랜드 FC는 3연패에 빠지며, K리그 챌린지 2017 9위 순위표를 유지했다.
- 4라운드 
 vs 안산 (H) 1 : 0 승

```
선발 명단 : 
GK
 
김영광
 
DF
 
감한솔
, 
전민광
, 
김재현
, 
김봉래
 
MF
 
최호정
, 
김준태
, 
아쓰키
 
 85′
, 
최치원
, 
로비뉴
 
 81′
 
FW
 
김민규
 
 
67′

대기 명단 : 
이상기
, 
최병도
, 
김태수
 
 85′
, 
백지훈
 
 81′
, 
고민혁
, 
조용태
```

3월 26일 오후 3시 서울올림픽주경기장에서 K리그 챌린지 4라운드 경기가 펼쳐졌으며, 상대는 신생팀 안산 그리너스 FC였다. 기본 포메이션은 변화하지 않았으나, 3라운드에서 경고누적 퇴장을 당한 금교진의 공백을 메꾸기 위해 김봉래가 우측풀백으로 돌아오고 감한솔이 좌측풀백을 맡았다. 또한 선발 명단에 U-22 선수가 없어 이 날 교체카드는 두 장으로 제한되었다. 이전 라운드들과 달리, 점유율을 유지하면서 슈팅을 지속적으로 쏟아붓는 양상을 보였다. 전반전은 0:0으로 마쳤고, 양팀 모두 교체선수 없이 후반전으로 돌입했다. 58분 경 안산이 좌측에서 얻어낸 프리킥을 이건이 왼쪽 깊숙한 위치의 장혁진에게 연결했고, 이를 논스톱으로 크로스를 올려 바호디르 나시모프가 헤더를 성공시켜 골망을 갈랐으나 페널티박스 내 다른 안산 선수의 파울 때문에 무효선언이 되었다. 67분 경 안산의 유연승이 백패스한 것이 실수가 발생하여 최치원이 가로챘고, 두 명의 선수가 붙어 공을 뺏고자 했으나 최치원이 둘 모두에게 몸싸움에서 이겨냈다. 그 후 전방에 있던 공격수 김민규에게 패스를 연결했고, 김민규가 이를 받고 안산 골키퍼 황성민을 차분히 제치고 침착하게 득점을 기록했다. 이는 팀의 시즌 첫 승리를 이끈 결승골로 남아 기록되었다. 69분 경 안산의 이건이 페널티박스 바깥쪽 중앙에서 강력하게 때린 무회전 슈팅이 골키퍼 김영광의 손에 걸려 떨어진 공을 한건용이 마무리 지었으나, 오프사이드로 선언되어 또 한번 골이 취소되기도 했다. 그러나 두 번의 골 취소 장면 모두 오심의 논란이 일기도 했다. 81분 경 백지훈이 투입되어 서울 이랜드 FC의 홈 경기 데뷔무대를 가졌고, 85분에 김태수가 투입되었다. 경기는 1:0으로 마무리되었고, 서울 이랜드는 시즌 첫 승을 신고했다. 순위는 8위로 소폭 상승했다.
- 5라운드 
 vs 성남 (H) 0 : 0 무

```
선발 명단 : 
GK
 
김영광
 
DF
 
감한솔
 
 60′
, 
전민광
, 
김재현
, 
김봉래
 
 
51′
 
MF
 
최호정
, 
김준태
, 
아쓰키
, 
최치원
, 
주한성
 
 
8′
 52′
 
FW
 
김민규
 
 56′

대기 명단 : 
이상기
, 
금교진
 
 60′
, 
김태수
, 
백지훈
 
 56′
, 
이예찬
, 
조용태
, 
로비뉴
 
 52′
```

4월 1일 오후 3시 서울올림픽주경기장에서 K리그 챌린지 5라운드 경기가 펼쳐졌으며, 상대는 4라운드까지 10위를 기록한 성남 FC였다. 이 날 경기에선 대구 FC로부터 막 임대된 공격수 주한성이 곧바로 선발라인업에 투입되었다. 이 날 비 예보가 있었으며, 전반전과 후반전을 걸쳐 조금씩 내렸다. 김준태와 백지훈이 중거리포를 쏘았고, 최치원과 로비뉴가 슈팅을 시도했으나 득점으로 기록된 것은 없었다. 추가시간 3분을 더하여 93분 동안 무득점이 이어졌고, 경기는 무승부로 종료되었다.
- 6라운드 
 vs 부산 (A) 3 : 0 패

```
선발 명단 : 
GK
 
김영광
 
DF
 
감한솔
, 
전민광
, 
최호정
, 
김봉래
 
 51′
 
MF
 
김준태
, 
백지훈
, 
아쓰키
 
 61′
, 
최치원
 
 72′
, 
주한성
 
FW
 
로비뉴

대기 명단 : 
이상기
, 
금교진
 
 51′
, 
김태수
, 
김창욱
 
 61′
, 
이예찬
, 
야구
 
 72′
, 
김민규
```

4월 9일 오후 5시 구덕운동장에서 K리그 챌린지 6라운드 경기가 펼쳐졌으며, 상대는 리그 2위를 달리고 있는 부산 아이파크였다. U-22에 해당하는 선수는 주한성과 이예찬으로 각각 선발과 벤치에서 시작하였다. 날씨는 흐리고 바람이 많이 부는 날씨였다. 전반전은 양팀 모두 득점 없이 0 : 0으로 끝마쳤다. 그러나 후반이 시작된지 얼마 지나지 않아 부산의 윙포워드 임상협이 수비를 따돌리고 득점을 성공시켰다. 서울 이랜드는 우측 풀백 김봉래를 내리고 금교진을 투입하며 수비진을 재정비하려 했으나, 60분 경 전민광이 걷어낸 공을 부산의 국가대표 스트라이커 이정협이 곧바로 슈팅을 때린 것이 들어가 스코어는 2 : 0으로 벌어졌다. 이내 와다 아쓰키를 내리고 김창욱, 최치원을 내리고 야구를 투입했으나 경기 양상은 뒤바뀌지 않았다. 84분 경 좌측 코너 플래그에서 올라온 세트피스에서 루키앙에게 또 한번 골을 내주며 경기를 3 : 0으로 끝마쳤다. 3월 9일 1점차로 10위에 있던 성남 FC가 부천 FC 1995에게 패배했기 때문에 서울 이랜드는 9위 자리에서 변동이 없었다.
- 7라운드 
 vs 안양 (A) 2 – 0 패

```
선발 명단 – 
GK
 
김영광
 
DF
 
감한솔
 
 
23′
, 
전민광
, 
최호정
, 
금교진
 
MF
 
김준태
, 
김창욱
 
 76′
, 
아쓰키
 
FW
 
주한성
 
 83′
, 
로비뉴
 
 63′
, 
백지훈

대기 명단 – 
이상기
, 
김봉래
, 
김태수
, 
조향기
, 
이예찬
 
 83′
, 
조용태
 
 63′
, 
김민규
 
 76′
```

4월 16일 오후 3시 안양종합운동장에서 K리그 챌린지 7라운드가 펼쳐졌으며, 상대는 FC 안양이었다. U-22에 해당하는 선수는 주한성과 이예찬으로 각각 선발과 벤치에서 시작하였다. 선발 라인업에선 백지훈 선수가 최전방에 깜짝 선발되었다. 볼점유율은 55:45 비율을 유지했으나, 유효슈팅 비율에서 많이 밀렸다. 전반전은 양팀 무득점으로 끝났으나 70분 경 FC 안양의 공격수 김효기를 대신하여 투입된 정재희가 경기의 흐름을 바꾸어 놓았다. 79분 경 수비진영에서 전민광과 최호정의 신호가 맞지 않아 가운데로 빠진 공을 정재희가 낚아채어 그대로 득점으로 연결했다. 서울 이랜드는 두 장의 교체카드를 꺼내들어 경기 분위기를 반전시키고자 했으나 역부족이었다. 93분 경 경기장 좌측을 드리블 하던 정재희가 최재훈에게 내준 것이 그대로 골로 기록되어 경기는 2 – 0 홈팀 안양의 승리로 끝이 났다. 최하위인 성남 FC가 경남 FC에게 1 – 2로 패배했기 때문에 서울 이랜드는 9위 순위를 유지했다.
- 8라운드 
 vs 수원 FC (H) 0 – 0 무

```
선발 명단 – 
GK
 
김영광
 
DF
 
이예찬
, 
전민광
, 
최호정
, 
금교진
 
MF
 
김준태
, 
김병석
 
 45′
, 
아쓰키
 
FW
 
조용태
, 
로비뉴
 
 58′
, 
야구
 
 80′

대기 명단 – 
이상기
, 
김봉래
, 
김태수
, 
조향기
, 
명준재
 
 58′
, 
주한성
 
 45′
, 
김민규
 
 80′
```

4월 23일 오후 5시 서울올림픽주경기장에서 수원 FC를 상대로 K리그 챌린지 8라운드가 펼쳐졌다. U-22 선발 출전 선수는 이예찬으로, 왼쪽 풀백으로 포지션을 변경해서 나왔다. 전반 22분 경, 수원 FC의 송수영이 쇄도하면서 유효 슈팅을 날렸으나 김영광이 막아내며 팀을 위기로부터 구해냈다. 양 팀 모두 꾸준하게 득점을 노렸으나 성공하지 못하고 경기는 0 – 0 무승부로 종료되었다. 서울 이랜드는 순위표 9위를 유지했다.
- 9라운드 
 vs 아산 무궁화 (H) 1 – 1 무

```
선발 명단 – 
GK
 
김영광
 
DF
 
이예찬
, 
전민광
, 
최호정
 
 
65′
, 
김봉래
 
 45′
 
MF
 
김준태
, 
금교진
, 
김대광
 
 45′
 
FW
 
조용태
 
 61′
, 
심영성
, 
주한성

대기 명단 – 
이상기
, 
김재현
 
 45′
, 
아쓰키
 
 45′
, 
명준재
, 
고민혁
, 
야구
, 
김민규
 
 61′
```

4월 30일 오후 5시 서울올림픽주경기장에서 아산 무궁화 축구단을 상대로 K리그 챌린지 9라운드가 펼쳐졌다. U-22 선발 출전 선수는 이예찬과 주한성이 나왔다. 경기는 전반적으로 밀리는 양상을 보이다가 전반 29분 경 아산의 풀백 정다훤이 올린 크로스가 페널티 박스안으로 투입되었고, 이를 제대로 처리해 내지 못해 아산의 공격수 주현재가 득점으로 연결지었다. 그러나 전반 17분 경에 옐로카드를 받은 아산의 미드필더 김재웅이 서울 이랜드의 역습을 차단하는 과정에서 심영성에게 태클을 걸었으나 주심에게 추가 경고를 받고 퇴장을 당했다. 그럼에도 한 명의 선수가 부족한 아산과 서울 이랜드의 경기는 대등한 양상을 보였다. 후반전에 접어들면서 김병수 감독은 두 장의 교체 카드를 활용했다. 오른쪽 풀백 김봉래 대신 센터백 김재현, 미드필더 김대광 대신 미드필더 와다 아쓰키가 투입되었다. 뒤이어 61분 경 공격수 김민규까지 투입되면서 이른 시간 안에 세 명의 교체카드가 모두 사용되었다. 65분 경 오른쪽 코너 플래그에서 김준태가 올린 공을 김재현이 헤더로 최호정에게 연결했고, 최호정이 이를 허벅지로 받아 오른발로 슈팅을 마무리하여 경기는 동점이 되었다. 그러나 추가 골을 기록하지 못하고 경기는 1 – 1 무승부로 종료되었다. 성남 FC가 4월 29일 안산 그리너스 FC를 상대로 0 – 1 승리를 거두었기 때문에 순위가 역전되어 서울 이랜드 FC가 창단 이래 최초로 최하위를 기록하면서 라운드를 마무리하였다.
- 10라운드 
 vs 성남 FC (A) 0 – 2 승

```
선발 명단 – 
GK
 
김영광
 
DF
 
이예찬
, 
전민광
, 
최호정
 
 
27′
, 
김재현
 
 
84′
, 
금교진
 
MF
 
김준태
, 
아쓰키
 
 87′
, 
백지훈
 
 69′
 
FW
 
로비뉴
, 
김민규
 
 
45′
 
 65′

대기 명단 – 
이상기
, 
조향기
, 
이준희
, 
김대광
 
 87′
, 
조용태
, 
주한성
 
 69′
, 
심영성
 
 65′
 
 
89′
```

5월 3일 오후 3시 탄천종합운동장에서 성남 FC를 상대로 K리그 챌린지 10라운드가 펼쳐졌다. U-22 선발 출전 선수는 이예찬으로, 왼쪽 풀백으로 나왔다. 이전과는 다르게 백쓰리 포메이션으로 운영을 시작했다. 전반전은 양팀이 유효슈팅을 각각 한 차례씩 기록하였으나 득점으로 연결짓지 못했고, 0 – 0으로 마무리되었다. 끊임 없는 공방이 이어지다가 84분 경 김준태가 좌측 코너플래그에서 올린 공을 김재현이 페널티박스 중앙에서 골대 우측하단으로 돌려 넣으며 결승골을 기록했다. 89분 경 교체 투입 된 심영성이 페널티박스 중앙으로 쇄도하던 금교진의 패스를 이어받아 골대 좌측 하단으로 가볍게 밀어넣으며 추가골을 기록했다. 이는 K리그 챌린지 2017시즌 구단의 첫 멀티골이었으며, 첫 원정 경기 승리이기도 했다. 리그 내 순위는 7위로 3단계 올라섰다.
- 11라운드 
 vs FC 안양 (H) 2 – 2 무

```
선발 명단 – 
GK
 
김영광
 
DF
 
이예찬
, 
전민광
, 
최호정
, 
김재현
 
 59′
, 
금교진
 
MF
 
김준태
, 
아쓰키
, 
주한성
 
FW
 
조용태
 
 32′
, 
로비뉴

대기 명단 – 
이상기
, 
조향기
, 
김봉래
, 
김대광
 
 65′
, 
백지훈
, 
명준재
 
 59′
, 
심영성
 
 32′
 
 65′
```

5월 6일 오후 5시 서울올림픽주경기장에서 FC 안양을 상대로 K리그 챌린지 11라운드가 펼쳐졌다. U-22 선발 출전 선수는 이예찬과 주한성이었다. 이 날은 기록적인 미세먼지로 인해 공기 질이 매우 나빠 관중 수에도 영향을 미쳤다. 어린이날을 뒤이은 연휴 임에도 불구하고 관중은 987명에 불과했다. 서울 이랜드 FC는 이전 경기와 마찬가지로 백쓰리 포메이션으로 운영을 시작했다. 그러나 전반 6분 코너킥 세트피스 상황에서 센터백 방대종에게 골을 허용하며 이른 시간에 경기 주도권을 빼앗겼다. 하지만 4분 뒤 문전 앞 혼전 상황에서 미드필더 와다 아쓰키가 마무리를 지으며 재빠르게 경기 균형을 맞추었다. 32분 경 수비하던 공격수 조용태가 부상을 입으며 공격수 심영성이 교체투입 되었다. 전반전이 그렇게 끝나가는 듯 싶었으나 전반 종료 직전 역습 상황에서 FC 안양의 정재희에게 골을 허용하며 1 – 2로 전반전을 마쳤다. 59분 경 센터백 김재현 대신 미드필더 명준재가 투입되었고, 65분 경 교체 투입 된 심영성이 경기력에 어려움을 보여 미드필더 김대광과 재차 교체되었다. 71분 경 교체 투입된 김대광이 와다 아쓰키의 패스를 받아 중거리포를 날리며 동점골을 기록하였다. 경기는 2 – 2 무승부로 마무리지어졌다.
- 12라운드 
 vs 경남 FC (A) 3 – 0 패

```
선발 명단 – 
GK
 
김영광
 
DF
 
이예찬
 
 
39′
, 
전민광
, 
김재현
 
 
90′
, 
최호정
 
 
87′
, 
금교진
 
MF
 
김준태
, 
아쓰키
 
 
40′
, 
주한성
 
 
60′
 
 79′
 
FW
 
명준재
 
 76′
, 
로비뉴
 
 63′

대기 명단 – 
이상기
, 
조향기
, 
이준희
, 
김태수
, 
김대광
 
 63′
 
 
93′
, 
백지훈
 
 79′
, 
심영성
 
 76′
```

5월 13일 오후 5시 창원축구센터에서 경남 FC를 상대로 K리그 챌린지 12라운드가 펼쳐졌다. U-22 선발 출전 선수는 이예찬과 주한성이 나왔다. 이 날 경기 주심은 김성호 주심이 맡으면서 논란이 일었다. 해당 주심은 3월 17일 K리그 클래식 FC 서울과 광주 FC와의 경기에서 명백한 오심을 저지르고 한국프로축구연맹에 의해 무기한 배정정지 처분을 받았다. 그러나 징계 처분 53일 만에 해당 주심이 경기에 배정을 받은 것이다. 전반전은 양팀이 팽팽한 양상을 유지하다 0 – 0으로 마무리되었다. 후반전에 들어 서울 이랜드 FC의 공격이 살아나는 듯 보였으나, 78분 경 경남 FC의 미드필더 정원진에게 프리킥 골을 헌납하며 경기 양상은 완전히 뒤바뀌었다. 서울 이랜드는 공격에 집중하려 수비 라인을 끌어올렸으나, 3분만에 경남의 마르캉에 의해 실점하였다. 양팀은 치열한 공방을 거듭하다 91분 코너킥 세트피스 상황에서 경남 풀백 최재수가 수비진을 돌파하여 쐐기골을 기록하였다. 경기는 3 – 0 홈팀 경남의 승리로 끝이 났다. 서울 이랜드 FC는 8위를 유지했다.
- 13라운드 
 vs 부산 아이파크 (A) 2 – 1 패

```
선발 명단 – 
GK
 
김영광
 
DF
 
이준희
 
 
54′
 
 
59′
 
전민광
, 
최호정
, 
금교진
 
MF
 
김태수
, 
아쓰키
, 
백지훈
 
 
25′
, 
 63′
 
FW
 
주한성
, 
심영성
 
 72′
, 
로비뉴
 
 63′

대기 명단 – 
이상기
, 
조향기
, 
이예찬
 
 63′
, 
김준태
, 
김대광
, [[|김현규 (축구 선수)|김현규]] 
 72′
, 
명준재
 
 63′
 
 
75′
```

[5월 21일 오후 7시 구덕운동장에서 부산 아이파크를 상대로 K리그 챌린지 13라운드가 펼쳐졌다. U-22 선발 출전 선수는 주한성이 나왔다. 전반전 부산의 미드필더 임상협의 슈팅이 골대에 맞는 등 부산이 우세한 경기력을 가져갔다. 후반전이 들어 54분 경 옐로 카드를 한 차례 받았던 이준희가 5분 후 고경민을 수비하려 태클을 날렸으나 정강이에 발이 맞고 경고누적 퇴장을 당했다. 그러나 오히려 서울 이랜드 FC의 기세가 상승했고, 75분 경 명준재의 중거리 슛이 부산의 풀백 구현준의 등을 맞고 굴절되어 선제골로 기록되었다. 하지만 5분 후 코너킥 상황에서 구현준의 오른발 슛이 골대 왼쪽 상단으로 빨려 들어가며 경기는 곧바로 원점으로 돌아갔다. 이후 팽팽한 경기양상이 진행되었고, 추가시간 5분이 주어졌다. 97분 경 구현준이 왼쪽 사이드에서 강하게 때린 슛을 김영광이 제대로 처리하지 못했고, 앞에 있던 고경민이 가볍게 밀어넣으며 경기는 2 – 1 홈팀 부산의 승리로 끝이 났다. 서울 이랜드 FC는 9위로 순위가 하락했다.
- 14라운드 
 vs 안산 그리너스 (A) 1 – 2 승

```
선발 명단 – 
GK
 
김영광
 
DF
 
이예찬
, 
김재현
, 
최호정
, 
금교진
 
MF
 
김준태
, 
김태수
 
 80′
, 
아쓰키
 
 
93′
 
FW
 
주한성
, 
명준재
 
 
29′
 
 
34′
 
 55′
, 
백지훈
 
 59′

대기 명단 – 
이상기
, 
조향기
 
 80′
, 
김봉래
, 
김대광
, 
김창욱
, 
심영성
 
 59′
, 
김민규
 
 55′
```

5월 29일 오후 7시 30분 안산와~스타디움에서 안산 그리너스 FC를 상대로 K리그 챌린지 14라운드가 펼쳐졌다. U-22 선발 출전 선수는 주한성과 이예찬이 나왔다. 전반 초반 안산이 유효슈팅을 세차례 먼저 가져가며 우세를 취하는 양상이 펼쳐졌다. 29분 경 백지훈이 우측에서 가운데로 올려보낸 크로스를 와다 아쓰키가 헤더슛으로 이어나갔으나 안산의 골키퍼 황성민의 선방에 의해 가로막혔다. 그러나 공이 골대 좌측으로 흘러갔는데, 명준재가 쇄도하면서 공을 밀어넣으려 몸을 던졌으나 공에 발이 닿지 못하고 골대에 튕겨나왔다. 그런데 이 공이 명준재의 왼쪽 팔에 맞고 골대 안으로 들어갔다. 해당 장면에서 부심이 깃발을 들어 파울을 지적했으나, 정동식 주심의 판단에 의해 골로 선언이 되었다. 이 일은 큰 논란을 낳았으며, 주심과 골을 기록한 선수에게 비판이 쏟아졌다. 전반전은 0 – 1로 원정팀 서울 이랜드 FC가 시즌 처음으로 앞 선 상태에서 마무리지었다. 55분 경 명준재와 김민규가 교체되고, 59분 경 백지훈이 심영성과 교체되며 김병수 감독이 변화를 꾀했다. 그러나 66분 경 페널티박스 바깥 쪽 중앙에서 벌어진 파울로 프리킥이 선언되었고, 이를 안산의 미드필더 장혁진이 우측 상단 쪽으로 가볍게 차 넣으며 경기는 1 – 1 동점이 되었다. 이 후 양팀의 공방이 이어졌고, 시간이 갈 수록 홈 팀인 안산이 공격수를 연달아 투입하며 승리를 따내는 데에 집중하였다. 서울 이랜드는 80분 경 미드필더 김태수를 빼고 수비수 조향기를 투입하며 수비에 무게를 더했다. 경기는 93분 경 금교진이 미드필드 중앙에서 와다 아쓰키에게 가볍게 밀어준 공을 아쓰키가 논스톱으로 때렸고, 골대 우측 상단에 들어가며 결정되었다. 서울 이랜드는 안산 원정에서 1 – 2 승리를 거두며 K리그 챌린지 8위로 다시 올라섰다.
- 15라운드 
 vs 아산 무궁화 (A) 1 – 0 패

```
선발 명단 – 
GK
 
김영광
 
DF
 
이준희
, 
김재현
 
 
27′
, 
최호정
 
 
78′
, 
금교진
 
MF
 
김준태
 
 
20′
, 
김태수
 
 71′
, 
아쓰키
 
FW
 
주한성
, 
로비뉴
 
 56′
, 
백지훈
 
 
14′
 
 56′

대기 명단 – 
이상기
, 
조향기
, 
김봉래
, 
이예찬
 
 56′
, 
김대광
 
 71′
, 
심영성
, 
김민규
 
 56′
```

6월 5일 오후 7시 이순신종합운동장에서 아산 무궁화를 상대로 K리그 챌린지 15라운드가 펼쳐졌다. U-22 선발 출전 선수는 주한성이 나왔다. 다시 한번 백지훈을 최전방에 내세우며 제로톱 전술을 운용했으나, 이렇다 할 소득 없이 전반전을 마무리했다. 56분 경 백지훈과 로비뉴를 내리고, 이예찬과 김민규를 투입하며 변화를 꾀했다. 그러나 59분 경 아산 미드필더 임선영이 찔러준 공을 공격수 이재안이 중거리슛을 때려 골대 좌측 하단으로 빨려들어가며 선제골을 내주었다. 71분 경 김태수와 김대광을 교체하였으나 경기 양상은 뒤바뀌지 않았고, 경기는 1 – 0 홈팀 아산의 승리로 끝이 났다. 서울 이랜드는 8위를 유지했다.
- 16라운드 
 vs 부천 FC 1995 (A) 1 – 0 패

```
선발 명단 – 
GK
 
김영광
 
DF
 
이준희
, 
최병도
 
 
18′
 
 45′
, 
김재현
, 
김준태
, 
감한솔
 
MF
 
김대광
 
 52′
, 
아쓰키
 
FW
 
주한성
, 
로비뉴
 
 69′
, 
백지훈

대기 명단 – 
이상기
, 
조향기
 
 45′
, 
이예찬
, 
김태수
, 
김창욱
, 
심영성
 
 52′
, 
김희원
 
 69′
```

6월 10일 오후 7시 부천종합운동장에서 부천 FC 1995를 상대로 K리그 챌린지 16라운드가 펼쳐졌다. U-22 선발 출전 선수는 주한성이 나왔다. 14분 경 코너킥 상황에서 흘러나온 공이 좌측에서 크로스로 올라온 것을 부천의 공격수 바그닝요가 헤더로 가볍게 돌려넣으며 선제골을 기록하였다. 18분 경 최병도의 파울로 페널티킥을 허용했으나, 부천 공격수 김신이 실축했다. 38분 경 주한성이 중거리슛을 쏘았으나 막혔다. 후반전이 시작됨과 동시에 최병도와 조향기가 서로 교체되었다. 56분 경 서울 이랜드도 페널티킥을 획득했으나, 로비뉴가 찬 공이 골대 좌측 하단을 맞고 나오며 득점에 실패했다. 65분 로비뉴와 김희원이 교체되면서, 김희원의 프로 데뷔 무대가 되었다. 경기는 1 – 0으로 홈팀 부천의 승리로 끝이 났다.
- 17라운드 
 vs 수원 FC (A) 2 – 2 무

```
선발 명단 – 
GK
 
김영광
 
DF
 
감한솔
 
 
74′
, 
조향기
 
 
46′
, 
최호정
, 
금교진
 
 84′
, 
김봉래
 
MF
 
김태수
, 
아쓰키
 
FW
 
이예찬
 
 90′
, 
고민혁
 
 69′
, 
김희원
 
 
24′

대기 명단 – 
안지현
, 
김재현
 
 90′
, 
이준희
 
 84′
, 
김창욱
 
 69′
, 
백지훈
, 
심영성
, 
김민규
```

6월 18일 오후 7시 수원종합운동장에서 수원 FC를 상대로 K리그 챌린지 17라운드가 펼쳐졌다. 이전과 다른 파격적인 라인업을 선보였다. 스트라이커 김희원은 프로 첫 선발 무대를 가졌다. 그러나 김희원은 경기 시작 24분 만에 수원 FC 수비수 레이어와의 경합 과정에서 팔꿈치로 얼굴을 가격하였고, 주심이 이를 지적하여 레드 카드를 받아 일찍이 그라운드를 떠났다. 10명으로 싸우게 된 서울 이랜드 FC는 오히려 경기력을 끌어올려 경기에 우세를 점하였다. 후반이 시작되자 마자, 김봉래가 올린 코너킥 공을 고민혁이 빠르게 헤더로 뒤로 넘겼고, 이를 조향기가 골망 안으로 꽂아 넣으며 선제골을 기록하였다. 하지만 61분 경 수원 FC 풀백 황재훈이 중거리 포를 쏜 것이 그대로 골망을 갈랐고, 경기는 다시 원점으로 돌아갔다. 74분 경, 퇴장 이후 윙 포워드로 위치를 바꾼 감한솔이 와다 아쓰키의 스루 패스를 이어받아 드리블을 치고 나간 후, 골대 안으로 가볍게 밀어넣으며 추가골을 터뜨렸다. 한 명이 부족한 상황에서도 우세를 점했던 서울 이랜드 FC는 막바지에 다다르자 수비수를 연달아 투입하며, 일명 '잠그기'에 돌입했다. 수원 FC는 맹공을 펼쳤으나 쉽사리 골이 들어가지 않았다. 그러나 추가 시간이 주어지고, 경기 종료를 30초 앞둔 93분 경, 수원 FC 미드필더 백성동이 중거리 포를 쏘아 골대 우측 하단으로 빨려 들어가며 경기는 무승부로 끝마치게 되었다. 안산 그리너스 FC가 대전 시티즌을 상대로 2 – 1 승을 거두면서 서울 이랜드 FC는 9위로 내려앉았다.
- 18라운드 
 vs 대전 시티즌 (H) 3 – 3 무

```
선발 명단 – 
GK
 
김영광
 
DF
 
감한솔
, 
조향기
, 
최호정
, 
금교진
, 
김봉래
 
 
42′
 
MF
 
김태수
 
 82′
, 
아쓰키
 
 
63′
 
FW
 
이예찬
, 
고민혁
 
 67′
, 
심영성
 
 
38′
 
 71′

대기 명단 – 
이상기
, 
김재현
 
 71′
, 
이준희
, 
김창욱
 
 82′
, 
백지훈
 
 67′
 
 
88′
, 
김대광
, 
김현규
```

6월 26일 오후 8시 서울올림픽주경기장에서 대전 시티즌을 상대로 K리그 챌린지 18라운드가 펼쳐졌다. 킥오프 이후 공방을 이루다가 전반 39분 경 와다 아쓰키가 좌측의 이예찬에게 스루패스를 밀어준 것을 이예찬이 태클을 받으면서 심영성에게 연결했고, 심영성이 이를 그대로 해결하며 선제골을 기록했다. 득점 이후 5분, 전방에서 공격작업을 하던 도중 심영성이 김봉래에게 페널티박스 안으로 패스를 넣어주었고, 이를 김봉래가 바로 슈팅을 때려 경기를 2 – 0으로 앞서보내게 했다. 전반을 이렇게 마무리한 후 후반전에 들어섰다. 간간히 찬스를 잡은 서울 이랜드였으나, 공격 주도권은 대체로 대전에게 있었다. 56분 경, 황인범이 미드필드에서 올린 크로스를 이호석이 바로 헤더로 해결하며 추격골을 허용했다. 서울 이랜드는 이후 2명의 선수를 교체하며 전술에 변화를 주었다. 그러나 77분 경 미드필드에서 이호석이 빠르게 넘긴 크로스를 박대훈이 페널티박스에서 받아 골키퍼 김영광을 제친 뒤 동점골을 기록했다. 양팀의 공방이 치열해진 가운데, 88분 경 서울 이랜드의 백지훈이 와다 아쓰키의 크로스를 헤더로 성공시키며 역전골을 기록했다. 하지만 92분 경 황인범이 올린 크로스를 수비진이 해결하지 못해 이호석에게 연결되었고, 이호석이 올린 크로스가 조향기의 발을 맞고 크리스티안 더널라케 앞으로 가 마무리지어지며 경기는 3 – 3 무승부로 종료되었다.

### 여름 이적시장
6월 29일 여름 이적시장의 개방과 동시에 K3리그 양주 시민축구단에서 활약하던 윙포워드 심광욱을 영입했다. 다음 날, 미드필더 김병석이 안산 그리너스 FC로 이적했음이 발표됐다. 7월 1일 FC 안양으로부터 브라질의 스트라이커 웨즐레이 알레스 마이올리누를 영입했다.
또한 구단 페이스북을 통해 외국인 공격수 야구와 미드필더 신일수가 계약 해지 되고, 김민규는 임대 복귀, 강상민은 한국 내셔널리그의 창원시청 축구단으로 이적했음이 발표되었다.
7월 13일 부산 아이파크로부터 풀백 유지훈을 영입했음이 발표되었다. 이적 형식은 트레이드였으며, 대상자는 동일 포지션인 이준희였다.
7월 26일 광주 FC로부터 일본의 미드필더 와다 도모키를 완전 영입했다. 와다 도모키는 기존에 있던 미드필더 와다 아쓰키의 동생으로, K리그 역사상 최초로 일본인 형제가 한 팀에 뛰게 되는 기록을 세우게 되었다.

### 후반기
- 19라운드 
 vs 부산 (H) 2 – 3 패

```
선발 명단 – 
GK
 
김영광
 
DF
 
김봉래
, 
조향기
, 
최호정
, 
금교진
 
 74′
 
MF
 
김태수
 
 
21′
 
 57′
, 
와다 아쓰키
, 
주한성
 
FW
 
이예찬
, 
감한솔
, 
심영성
 
 58′

대기 명단 – 
이상기
, 
최병도
 
 74′
, 
이준희
, 
김창욱
 
 57′
 
 
62′
, 
백지훈
, 
명준재
, 
심광욱
 
 58′
```

7월 1일 서울올림픽주경기장에서 부산 아이파크와의 19라운드 경기를 가졌다. 날씨는 비가 오는 날이었으며, 이날 경기는 서울 이랜드 FC의 100번째 경기였다. U-22 해당 선수는 이예찬과 주한성이 선택되었다. 경기가 시작되고 얼마 지나지 않은 전반 4분, 왼쪽 사이드를 돌파하던 임상협의 왼발슛이 그대로 골망을 가르며 득점으로 기록되었다. 그러나 21분 경 페널티박스 안으로 돌파하던 윙백 김봉래가 부산 미드필더 김문환의 태클에 의해 넘어진 것이 페널티킥으로 인정이 되었고, 이를 수비형 미드필더 김태수가 해결하며 경기를 다시 원점으로 돌렸다. 전반전이 마무리되고 후반전에 접어들었다. 62분 경 코너킥 상황에서 와다 아쓰키가 땅볼로 페널티박스 바깥으로 공을 보냈고, 이를 교체되어 들어온 미드필더 김창욱이 중거리포를 쏘아올렸고 이 공이 들어가며 역전골이 기록되었다. 68분 부산 공격 상황에서 이정협이 김문환에게 간단하게 내어준 것을 김문환이 득점에 성공시키며 경기는 또다시 원점으로 돌아갔다. 71분 경 좌측에서 발생한 프리킥을 야스다 미치히로가 올렸고, 이를 차영환이 헤더로 깔끔하게 마무리하며 부산이 앞서나가기 시작했다. 경기는 이대로 마무리되었고, 2 – 3으로 올 시즌 서울 이랜드의 홈경기 두번째 패배가 되었다.
- 20라운드 
 vs 안산

```
7월 30일로 연기되었다.
```

- 21라운드 
 vs 수원 FC (H) 0 – 0 무

```
선발 명단 – 
GK
 
김영광
 
DF
 
유지훈
, 
조향기
, 
최호정
, 
전민광
 
 80′
, 
이예찬
 
MF
 
김창욱
, 
와다 아쓰키
 
FW
 
주한성
, 
명준재
 
 86′
, 
심영성
 
 
26′
 
 52′

대기 명단 – 
이상기
, 
금교진
, 
김태수
, 
김준태
 
 80′
, 
백지훈
, 
심광욱
 
 52′
, 
알레스
 
 86′
```

7월 17일 서울올림픽주경기장에서 수원 FC와의 21라운드 경기를 가졌다. U-22 해당 선수는 이예찬과 주한성이 선택되었다. 경기는 전후반 전반적으로 서울 이랜드가 지배하는 양상이었다. 그러나 공격진에서 골 결정력 문제가 불거지며, 승부를 가르지 못했고 경기는 0 – 0 무승부로 끝이 났다.
- 22라운드 
 vs FC 안양 (A) 0 – 2 패

```
선발 명단 – 
GK
 
김영광
 
DF
 
유지훈
, 
조향기
, 
최호정
 
 
11′
, 
전민광
 
 
30′
, 
이예찬
 
 74′
 
MF
 
김창욱
, 
와다 아쓰키
 
FW
 
주한성
 
 77′
, 
알레스
, 
심영성
 
 45′

대기 명단 – 
이상기
, 
김연수
, 
금교진
 
 77′
, 
김준태
, 
백지훈
, 
최오백
 
 74′
, 
명준재
 
 45′
```

7월 24일 서울올림픽주경기장에서 FC 안양과의 22라운드 경기를 가졌다. U-22 해당 선수는 이예찬과 주한성이 선택되었다. 전반 17분 경 김창욱의 오른발 중거리 슛이 골대 좌측을 맞고 튀어나왔다. 이를 김창욱이 재차 슈팅을 때렸으나, 기회는 무산되었다. 이후 알레스의 스루 패스를 이어 받은 주한성이 슈팅을 시도했으나, 골키퍼의 선방에 막히기도 했다. 전반적으로 서울 이랜드가 우세한 경기력을 보이며 전반전을 마무리지었다. 후반 67분 경 조향기의 발에 걸려 넘어진 루키앙이 페널티킥을 얻어냈으며, 이를 성공시켰다. 페널티킥 득점 이후 분위기를 반전시킨 안양은 73분 경 조석재가 추가골을 성공시키며, 이 경기의 방점을 찍었다. 후반 막판 조향기의 헤더슛과 금교진의 중거리슛이 터지기도 했으나, 모두 득점에 실패했다. 서울 이랜드 FC는 9위를 유지했다.
- 20라운드 
 vs 안산 (H) 3 – 3 무

```
선발 명단 – 
GK
 
김영광
 
DF
 
유지훈
, 
조향기
 
 36′
, 
최호정
, 
안재훈
 
 73′
, 
금교진
 
MF
 
김창욱
 
 
61′
, 
와다 아쓰키
 
FW
 
와다 도모키
 
 45′
, 
주한성
 
 77′
, 
알레스
 
 
48′

대기 명단 – 
이상기
, 
전민광
 
 73′
, 
이예찬
, 
김준태
 
 36′
, 
최치원
, 
명준재
 
 45′
, 
심영성
```

[[7월 8일 예정되었던 경기가 연기됨에 따라, 7월 30일 서울올림픽주경기장에서 안산 그리너스 FC와의 20라운드 경기를 가졌다. U-22 해당 선수는 주한성이 선택되었다. 와다 아쓰키와 와다 도모키가 동시 선발 출격하며, K리그 역사상 최초로 일본인 형제의 선발 출전 경기로 기록되었다. 전반 8분 경, 골키퍼 황성민이 길게 찬 공을 라울 타라고나가 두차례 슈팅을 때린 후 결국 성공시키며 안산의 선제골이 기록되었다. 전반 45분 경, 장혁진이 우측에서 넘긴 로빙패스를 또다시 라울이 성공시키며, 안산이 2 – 0으로 앞선 채 전반전이 종료되었다. 그러나 후반전이 얼마 지나지 않은 48분 경, 알레스가 중거리 터닝슛을 기록하며, 분위기가 반전되기 시작했다. 61분 경, 와다 아쓰키가 박스 안에서 내준 공을 김창욱이 슈팅을 때렸고, 이것이 안산 수비수의 발에 맞고 굴절되어 득점으로 기록되었다. 바로 이어서 65분 경 명준재가 길게 넘어온 공을 빠른 스피드로 낚아채며 슈팅을 때린 후 득점에 성공시켰다. 2 – 0을 역전시킨 서울이랜드였으나, 73분 경 우측에서 발생한 오윤석의 프리킥을 박준희가 헤더로 마무리 시키며, 경기는 3 – 3 무승부로 종료되었다.
- 23라운드 
 vs 성남 FC (H) 1 – 1 무

```
선발 명단 – 
GK
 
김영광
 
DF
 
유지훈
, 
최호정
 
 
30′
, 
전민광
, 
감한솔
 
 79′
 
MF
 
김창욱
, 
김준태
 
FW
 
주한성
 
 45′
, 
명준재
 
 72′
, 
최오백
 
 
52′
, 
알레스
 
 
12′

대기 명단 – 
안지현
, 
김연수
 
 45′
, 
조향기
, 
이예찬
 
 72′
, 
와다 아쓰키
, 
백지훈
, 
최치원
 
 79′
```

8월 6일 서울올림픽주경기장에서 성남 FC와의 23라운드 경기를 가졌다. U-22 해당 선수는 주한성이 선택되었다. 전반 12분 경 성남 센터백 마린 오르슐리치가 박스 안에서 파울을 범하며, PK가 선언되었다. 알레스가 페널티킥을 성공시키며, 경기를 앞서나가기 시작했다. 그러나 32분 경 최호정이 박스 안 파울을 범하며, 성남에게도 페널티킥을 넘겨주었다. 박성호가 페널티킥을 성공시키며, 경기는 원점으로 돌아갔다. 후반이 들어서면서, 교체 선수를 투입하며 변화를 꾀했으나 큰 소득은 없었다. 경기는 1 – 1 무승부로 종료되었고, 서울 이랜드 FC는 시즌 두 번째로 10위에 위치하면서 최하위 구단이 되었다.
- 24라운드 
 vs 부천 FC 1995 (H) 4 – 1 승

```
선발 명단 – 
GK
 
김영광
 
DF
 
유지훈
, 
김연수
 
 86′
, 
최호정
, 
전민광
 
 
69′
 75′
, 
감한솔
 
MF
 
김창욱
, 
와다 아쓰키
 
FW
 
주한성
, 
최오백
 
 
62′
 
 70′
, 
알레스
 
 
57′
 
 
87′

대기 명단 – 
안지현
, 
조향기
 
 75′
, 
김준태
 
 86′
, 
이예찬
, 
백지훈
, 
명준재
 
 70′
, 
심영성
```

8월 12일 서울올림픽주경기장에서 부천 FC 1995와의 24라운드 경기를 가졌다. U-22 해당 선수는 주한성이 선택되었다. 전반전은 서울 이랜드 FC의 주도권 아래 경기가 이뤄졌으나, 팽팽한 접전 끝에 0 – 0으로 마무리되었다. 57분 경 우측에서 최오백이 감한솔에게 건내준 공을 감한솔이 한차례 크로스를 시도했으나 실패한 이후, 곧바로 크로스를 재시도한 것이 알레스의 헤더로 마무리되며 이 경기의 선제골로 기록되었다. 62분 경 김창욱이 중원에서 넘겨준 공을 최오백이 이어받아 골대 오른쪽 하단으로 슈팅을 때린 것이 들어가며 추가골이 기록되었다. 이어서 69분 경 와다 아쓰키가 좌측 코너 사이드에서 올린 공을 전민광이 박스 후방에서 쇄도하면서 헤더를 때려 추가골을 기록하였다. 그러나 76분 경 바그닝요가 오른쪽에서 벌어진 수비진의 느슨함을 놓치지 않고 추격골을 기록하기도 하였다. 87분 경 명준재가 좌측 사이드를 돌파하면서 크로스를 올린 것을 알레스가 곧바로 마무리 지으며 스코어차를 다시 벌였다. 이후 추가 득점은 없었으며, 경기는 4 – 1 홈팀 서울 이랜드 FC의 승리로 끝났다. 서울 이랜드 FC는 대전 시티즌이 아직 경기를 하지 않아, 경기 직후에는 8위로 올라섰다.
- 25라운드 
 vs 대전 시티즌 (A) 0 – 1 승

```
선발 명단 – 
GK
 
김영광
 
DF
 
유지훈
, 
김연수
, 
최호정
, 
전민광
, 
감한솔
 
MF
 
김창욱
, 
와다 아쓰키
 
FW
 
주한성
 
 80′
, 
최오백
 
 
62′
 
 72′
, 
알레스
 
 
41′
 
 54′

대기 명단 – 
안지현
, 
조향기
, 
안재훈
, 
김준태
 
 80′
, 
이예찬
 
 72′
, 
명준재
 
 54′
, 
심영성
```

8월 20일 대전월드컵경기장에서 대전 시티즌과의 25라운드 경기를 가졌다. U-22 해당 선수는 주한성이 선택되었으며, 선발 라인업은 이전 경기와 같았다. 전반전에는 서울 이랜드가 주도하는 경기였다. 전반 41분 경 주한성이 좌측에서 올린 크로스를 알레스가 한차례 트래핑 이후 득점에 성공하며, 4경기 연속골을 기록하였다. 후반전에 들어서는 대전 시티즌이 주도하는 경기가 되었고, 한차례 득점을 줄 뻔했으나 오프사이드 판정이 되면서 무산되었다. 경기는 1 – 0으로 서울 이랜드의 승리로 끝이 났으며, 서울 이랜드 FC는 8위로 올라섰다. 이는 서울 이랜드의 2017 시즌 첫 연승이었다.
- 26라운드 
 vs 아산 무궁화 (H) 3 – 2 승

```
선발 명단 – 
GK
 
김영광
 
DF
 
유지훈
, 
안재훈
, 
최호정
, 
전민광
 
 
60′
, 
이예찬
 
 
1′
 
 82′
 
MF
 
김창욱
, 
와다 아쓰키
 
FW
 
와다 도모키
 
 38′
, 
최오백
 
 
38′
 
 
71′
 
 
76′
 
 
90′
, 
심영성
 
 59′

대기 명단 – 
안지현
, 
조향기
, 
금교진
 
 59′
, 
김준태
 
 82′
, 
감한솔
, 
최치원
 
 38′
, 
명준재
```

8월 23일 서울올림픽주경기장에서 아산 무궁화와의 26라운드 경기를 가졌다. U-22 해당 선수는 이예찬이 선택되었다. 전반 31분 경 아산의 김부관이 페널티 박스 안 오른쪽에서 보낸 크로스를 조성준이 해결하며, 이 경기의 선제골로 기록되었다. 그러나 전반 38분 경 유지훈이 오른쪽에서 프리킥을 차올린 것을 최오백이 헤더로 돌려 넣으며 동점골이 기록되었다. 전반전은 1 – 1로 마무리가 되었고, 후반전이 시작되었다. 64분 경 코너킥 상황에서 세컨볼을 김영남이 받아 재차 올린 크로스를 민상기가 미끄러지며 해결하였고, 아산이 다시 앞서나가기 시작했다. 그러나 71분 경 아산의 센터백 안영규가 페널티
박스 안에서 최오백을 저지하다 파울을 범했고, 곧바로 페널티킥이 선언되었다. 최오백이 자신이 얻은 페널티킥을 성공시키며, 승부는 다시 원점으로 돌아갔다. 치열한 양상이 지속되는 가운데, 90분 경 코너킥 상황에서 김창욱이 짧게 넘겨준 볼을 최오백이 돌파 후 슈팅을 시도 한 것이 골문 안으로 빨려들어가며 역전골이자 해트트릭이 기록되었다. 이는 선수 본인 커리어 상 최초의 해트트릭이었으며, 구단 역사상 세번째 해트트릭이기도 하였다. 이 날 경기는 3 – 2 서울 이랜드 FC의 승리로 마무리가 되었고, 구단은 3연승을 기록하였다.
- 27라운드 
 vs 경남 FC (H) 1 – 0 승

```
선발 명단 – 
GK
 
김영광
 
DF
 
유지훈
 
 71′
, 
김연수
, 
최호정
, 
전민광
, 
감한솔
 
MF
 
김창욱
, 
와다 아쓰키
 
FW
 
주한성
 
 60′
, 
최치원
 
 76′
, 
최오백
 
 
51′

대기 명단 – 
안지현
, 
조향기
, 
안재훈
 
 71′
, 
금교진
, 
김준태
, 
이예찬
 
 60′
, 
심영성
 
 76′
```

8월 26일 서울올림픽주경기장에서 경남 FC와의 27라운드 경기를 가졌다. U-22 해당 선수는 주한성이 선택되었다. 이 날 경기에선, 지난 경기에서 해트트릭을 기록한 최오백을 기념하기 위해 경기장을 찾은 관람객 선착순 500명에게 '비타 500' 음료를 제공하는 '비타 오백이' 이벤트를 진행했다. 이는 최오백 선수의 이름인 '오백'을 따서 만든 언어 유희 이벤트였다. 전반전은 팽팽한 양상이었다. 서울 이랜드 FC의 최오백과 경남 FC의 배기종이 각각 유효슈팅을 2차례 시도하였으나 성공하지 못했고, 전반 45분을 0 – 0으로 마무리 지었다. 후반전에 돌입후 얼마지나지 않은 51분 경 최오백이 박스 바깥 중앙에서 잡은 볼을 안쪽으로 드리블해 돌파하고, 수비수 세 명 사이에서 골대 우측을 노린 감아차기 슛을 성공시키며 두 경기 연속골을 기록하였다. 추가 득점 없이 경기는 종료되었으며, 이 날 승리로 인해 서울 이랜드 FC는 6경기 연속 무패와 4경기 연승을 기록하게 되었다. 26일 당일 기준으로 순위에 영향을 미칠 타팀 경기가 남아 있어, 순위는 일시적으로 6위에 오르게 되었다.
- 28라운드 
 vs 수원 FC (A) 3 – 1 패

```
선발 명단 – 
GK
 
김영광
 
DF
 
유지훈
, 
김연수
 
 72′
, 
최호정
, 
전민광
, 
이예찬
 
 45′
 
MF
 
김준태
, 
와다 아쓰키
 
FW
 
최치원
 
 72′
, 
최오백
, 
알레스
 
 
38′

대기 명단 – 
안지현
, 
조향기
, 
금교진
, 
감한솔
 
 45′
, 
정희웅
, 
주한성
 
 72′
, 
심영성
 
 72′
```

9월 2일 수원종합운동장에서 수원 FC와의 28라운드 경기를 가졌다. U-22 해당 선수는 이예찬이 선택되었다. 전반 17분 경 수원 FC의 신예 공격수 모재현에 의해 선제 실점을 하였다. 그러나 38분 경 최오백이 오른쪽 측면을 빠르게 돌파한 후, 알레스에게 넘겨준 공을 곧바로 슈팅을 때린 것이 성공하여 동점골이 기록되었다. 이 때, 최오백에게 돌파를 허용한 수원 FC의 풀백 배지훈이 곧바로 교체되었다. 전반전은 1 – 1로 마무리 되었고, 후반 시작과 동시에 이예찬이 감한솔로 교체되었다. 63분 경 또다시 모재현에게 실점을 허용하여 경기는 다시 수원 FC가 앞서나가기 시작했다. 수원 FC는 수비적인 운영을 시작했고, 서울 이랜드 FC가 수비진을 헤쳐나가길 원했으나 뜻대로 되지 않았다. 결국 93분 경 역습 찬스를 맞이한 수원 FC의 백성동이 경기장 좌측 사이드를 단독 돌파 한 후 이어서 득점까지 연결시켜 경기는 3 – 1로 벌어졌고, 얼마 지나지 않아 경기는 종료되었다. 서울 이랜드 FC는 6경기 연속 무패 기록이 깨지는 순간이었고, 순위는 8위에 머무르게 되었다.
- 29라운드 
 vs FC 안양 (H) 2 – 3 패

```
선발 명단 – 
GK
 
김영광
 
DF
 
유지훈
, 
김연수
 
 45′
, 
최호정
 
 
55′
 
 67′
, 
안재훈
, 
금교진
 
MF
 
김창욱
, 
와다 아쓰키
 
FW
 
정희웅
 
 38′
, 
최오백
, 
알레스
 
 
39′

대기 명단 – 
안지현
, 
조향기
 
 67′
, 
금교진
, 
감한솔
, 
최치원
 
 38′
 
 
65′
, 
주한성
, 
백지훈
 
 45′
```

9월 9일 서울올림픽주경기장에서 FC 안양과의 29라운드 경기를 가졌다. U-22 해당 선수는 정희웅으로, 첫 선발 출전이었다. 전반 10분 경 경기장 우측에서 정재희가 때린 슈팅이 빗맞았으나, 이 공이 중앙에 있던 김효기의 다리를 맞고 골대 왼쪽 하단으로 휘어져 들어갔다. 곧이어 16분 경 우측 코너플래그에서 채광훈이 올린 공을 뒤에서부터 쇄도하던 수비수 강준우가 헤더로 슈팅을 성공시키며, 스코어는 2 – 0으로 벌어졌다. 41분 경 강준우가 전방으로 패스를 한것을 김효기가 뒷발로 곧바로 루키앙에게 넘겨주는 데 성공했고, 루키앙이 드리블해 나가 득점까지 성공시키며 FC 안양은 전반전에만 세골을 기록하게 되었다. 후반전이 시작되면서 센터백 김연수가 미드필더 백지훈과 교체되어, 서울 이랜드 FC의 전술이 4백으로 전환되었다. 55분 경 와다 아쓰키가 좌측 코너플래그에서 올린 공을 최호정이 왼발로 마무리지으며, 추격골을 기록하였다. 65분 경 전방에서 공을 잡은 최치원이 안양의 수비수 안동혁을 제치고 슈팅을 때린 것이 골대 안으로 빨려 들어가며, 또 한번 추격골을 기록하는 데 성공하였다. 그러나 추가 득점 없이 경기는 마무리 되었고, 경기는 2 – 3 홈팀 서울 이랜드의 패배로 종료되었다. 서울 이랜드 FC는 8위를 유지하였다.
- 30라운드 
 vs 성남 FC (A) 2 – 2 무

```
선발 명단 – 
GK
 
김영광
 
DF
 
유지훈
, 
전민광
, 
안재훈
, 
이예찬
 
 45′
 
MF
 
김창욱
, 
와다 아쓰키
 
김성주
 
 
21′
 
 60′
 
FW
 
최치원
 
 
61′
 
 
84′
, 
최오백
, 
알레스

대기 명단 – 
안지현
, 
조향기
 
 60′
, 
김준태
, 
감한솔
 
 45′
, 
정희웅
, 
백지훈
, 
심영성
 
 60′
```

9월 16일 탄천종합운동장에서 성남 FC와의 30라운드 경기가 펼쳐졌다. U-22 해당 선수는 이예찬이었으며, [[9월 13일 군복무를 마치고 돌아온 김성주도 선발 라인업에 포함되었다. 선발 포메이션은 이전과 달리 백-포 형태였으며, 이는 최호정 선수의 부상의 영향을 받은 것이었다. 서울 이랜드 FC는 전반 4분 만에 성남의 공격수 이현일의 헤더골로 선제실점을 하였다. 뒤이어 43분 경 필리프 흘로호우스키의 중거리 슈팅이 전민광을 맞고 굴절된 것이 골라인을 넘어가며 추가 실점이 기록되었다. 전반전이 지나 후반전 60분 경 조향기가 투입되면서 다시 백-쓰리 포메이션으로 돌아섰다. 61분 경 최치원의 중거리 슛이 성남의 수비수를 맞고 들어가면서 추격골을 기록했다. 84분 경 오른쪽 측면에서 감한솔이 성남 수비수 이지민을 제치고 중앙으로 보낸 크로스를 최치원이 슈팅을 때렸고, 이 볼이 성남 수비수에게 1차적으로 막혔으나 골라인을 넘어가며 골로 인정이 되었다. 경기는 2 – 2 무승부로 종료되었다.
- 31라운드 
 vs 부산 아이파크 (H) 2 – 2 무

```
선발 명단 – 
GK
 
김영광
 
DF
 
김성주
 
 72′
, 
안재훈
, 
최호정
, 
전민광
, 
감한솔
 
MF
 
김창욱
 
 80′
, 
와다 아쓰키
 
FW
 
최치원
 
 
16′
 
 45′
, 
주한성
 
 
24′
, 
최오백

대기 명단 – 
안지현
, 
조향기
, 
김준태
, 
유지훈
 
 72′
, 
이예찬
 
 80′
, 
백지훈
, 
알레스
 
 45′
```

9월 25일 서울올림픽주경기장에서 부산 아이파크와의 31라운드 경기가 펼쳐졌다. U-22 해당 선수는 주한성이 선발로 선택되었다. 전반 16분 경 최치원이 좌측에서 찬 무회전 슛이 골대 우측상단으로 빨려들어가며 경기의 선제골을 기록하였다. 뒤이어 24분 경 최오백이 페널티박스 안쪽으로 드리블 해 돌파하다가 가운데로 보낸 땅볼 크로스를 주한성이 받아 넣으며 추가골을 빠르게 기록하였다. 후반에 들어서 55분 경 부산 아이파크의 미드필더 김문환이 다이렉트 퇴장을 당함에 따라 부산은 숫자가 한 명이 줄었다. 더불어 부산의 교체 카드가 모두 소진된 상황에, 수비수 홍진기가 부상을 호소하며 그라운드 밖으로 떠나면서 부산은 두 명이 적은 상태로 경기에 임했다. 그럼에도 불구하고 67분 경 부산 미드필더 박준태가 중거리포를 쏘아올리며 추격골을 기록했고, 곧바로 71분 경 부산의 공격수 고경민이 동점골까지 기록하는 데에 성공했다. 두 명이나 적은 상태에서 연달아 실점을 허용한 서울 이랜드 FC는 심리적으로 완전히 위축되어 더 이상의 득점을 기록하지 못했다. 서울 이랜드 FC는 K리그 챌린지 8위에 머물렀다.
- 32라운드 
 vs 대전 시티즌 (H) 0 – 0 무

```
선발 명단 – 
GK
 
김영광
 
DF
 
김성주
, 
안재훈
, 
최호정
, 
전민광
, 
감한솔
 
MF
 
김창욱
, 
김준태
 
 77′
 
FW
 
최치원
, 
주한성
 
 54′
,  
최오백
 
 73′

대기 명단 – 
안지현
, 
조향기
, 
유지훈
, 
이예찬
, 
백지훈
 
 77′
, 
명준재
 
 73′
, 
알레스
 
 54′
```

9월 25일 서울올림픽주경기장에서 대전 시티즌과의 32라운드 경기가 펼쳐졌다. U-22 해당 선수는 주한성이 선발로 선택되었다. 전반전에는 양팀이 수차례 유효슈팅을 주고 받았으나 0 – 0으로 마무리가 되었다. 62분 경 교체 투입된 알레스의 헤더슛이 골망을 갈랐으나, 오프사이드 판정이 내려지며 골 취소가 선언되었다. 경기는 득점 없이 종료되었으며, 서울 이랜드 FC는 8위에 머무르고 5경기 연속 무승의 늪에 빠졌다.
- 33라운드 
 vs 아산 무궁화 (A) 2 – 0 패

```
선발 명단 – 
GK
 
김영광
 
DF
 
김성주
, 
안재훈
 
 
42′
 
 48′
, 
최호정
, 
전민광
, 
감한솔
 
 
87′
 
MF
 
김창욱
, 
백지훈
 
 61′
 
FW
 
최치원
 
 
87′
, 
주한성
 
 67′
,  
최오백
 
 
79′

대기 명단 – 
안지현
, 
조향기
 
 48′
, 
금교진
, 
이예찬
, 
와다 아쓰키
 
 61′
, 
명준재
 
 67′
, 
심영성
```

10월 8일 이순신종합운동장에서 아산 무궁화 축구단과의 33라운드 경기가 펼쳐졌다. U-22 해당 선수는 주한성이 선발로 선택되었다. 전반 45분 동안 아산은 총 여섯 차례의 슈팅을 시도했으나, 서울 이랜드 FC는 최치원의 빗나간 슈팅 한차례가 전부였다. 57분 경 아산의 공격수 이재안이 내준 볼을 한의권이 해결하며 선제골을 기록하였다. 뒤이어 74분 경 이재안이 서용덕의 패스를 마무리지으며 스코어를 벌였다. 추가 득점 없이 경기는 마무리되었으며, 서울 이랜드 FC는 8위에 머무르게 되었다.
- 34라운드 
 vs 경남 FC (A) 2 – 1 패

```
선발 명단 – 
GK
 
김영광
 
 
73′
 
DF
 
김성주
 
 
4′
, 
최호정
, 
전민광
, 
감한솔
 
MF
 
김창욱
, 
와다 아쓰키
 
 74′
, 
최치원
 
FW
  
명준재
 
 45′
,  
이예찬
, 
알레스
 
 61′

대기 명단 – 
안지현
, 
김연수
, 
조향기
 
 61′
, 
금교진
 
 45′
, 
김준태
, 
주한성
 
 74′
 
 
79′
, 
로비뉴
```

10월 14일 창원축구센터에서 경남 FC와의 34라운드 경기가 펼쳐졌다. U-22 해당 선수는 이예찬이 선발로 선택되었다. 전반 4분 경, 박스 안을 돌파하던 권용현을 막기 위해 김성주가 따라갔으나 따라잡지 못하여 뒤에서 잡아 당긴것이 파울로 선언되었다. 주심은 곧바로 페널티킥을 선언하였고, 김성주는 다이렉트 퇴장을 당하면서, 서울 이랜드 FC 역사상 가장 이른 시간에 퇴장을 당하는 선수로 기록되었다. 경남 FC의 미드필더 정원진이 페널티킥을 해결하면서, 경남이 이른 시간에 경기를 앞서나가기 시작했다. 전반이 지나, 후반 54분 경 권용현이 전방에서 또다시 공을 잡았고, 교체 투입 된 금교진이 따라잡지 못하며 그대로 추가 실점을 허용하였다. 79분 경 교체 투입된 주한성이 중거리포를 성공시키면서 스코어차를 줄였다. 그러나 추가 득점은 없었으며, 경기는 2 – 1 홈팀 경남 FC의 승리로 종료되었다. 이 날 경남이 승리를 거두며 K리그 챌린지 2017 우승팀으로 확정되었다. 서울 이랜드 FC는 8위를 유지하였다.
- 35라운드 
 vs 안산 그리너스 (A) 1 – 1 무

```
선발 명단 – 
GK
 
김영광
 
 
73′
 
DF
 
최치원
  
 84′
, 
전민광
, 
최호정
, 
안재훈
, 
감한솔
 
MF
 
김창욱
, 
와다 아쓰키
 
FW
  
주한성
,  
로비뉴
 
 71′
, 
알레스
 
 
51′
 
 65′

대기 명단 – 
안지현
, 
조향기
, 
금교진
 
 71′
, 
감한솔
 
 65′
, 
김준태
, 
정희웅
, 
명준재
 
 84′
```

10월 21일 안산 와~스타디움에서 안산 그리너스 FC와의 35라운드 경기가 펼쳐졌다. U-22 해당 선수는 주한성이 선발로 선택되었다. 이 날 서울 이랜드 FC는 양 쪽 윙백 자리에 본래 공격수 포지션인 최치원과 최오백을 출장시켰다. 전반전은 양 팀이 공방을 펼쳤으나, 0 – 0으로 마무리 되었다. 51분 경 알레스가 프리킥을 직접 슈팅한 것을 성공시키며, 서울 이랜드가 앞서 나가기 시작했다. 시간이 흐르며, 서울 이랜드는 본래 윙백 자리에 활약하던 선수를 투입했다. 그러나 78분 경 안산 그리너스의 수비수 이인재가 프리킥으로 동점골을 기록하며, 경기는 원점으로 돌아갔다. 추가 득점 없이 경기는 마무리 되었으며, 경기는 무승부로 끝이 났다. 서울 이랜드 FC는 8위를 유지했다.
- 36라운드 
 vs 부천 FC 1995 (H) 2 – 2 무

```
선발 명단 – 
GK
 
김영광
 
DF
 
감한솔
, 
전민광
, 
김연수
, 
금교진
 
 
68′
 
MF
 
정희웅
 
 65′
, 
김창욱
, 
와다 아쓰키
 
 81′
, 
최오백
 
FW
  
최치원
 
 
30′
 
 87′
, 
알레스

대기 명단 – 
안지현
, 
조향기
 
 87′
, 
김재현
, 
안재훈
, 
김준태
 
 81′
, 
명준재
 
 65′
```

10월 29일 서울올림픽주경기장에서 부천 FC 1995와의 36라운드 경기가 펼쳐졌다. U-22 해당 선수는 정희웅이 선발로 선택되었다. 주전 수비수 최호정이 경고 누적 징계로 결장함에 따라 기존의 백쓰리 포메이션 대신 백포 전술로 나왔다. 치열한 공방 끝에 전반 30분 경 최치원이 쏜 중거리 슛이 골망을 가르며, 선취 득점에 성공하였다. 이 후 서울 이랜드 FC가 공세를 이어나갔으나, 추가 득점에 실패하고 전반전을 마무리지었다. 후반이 시작하자마자 부천의 공격에 쉽게 흔들린 서울 이랜드의 수비진이 공민현에게 슈팅을 허용하며 동점골을 내주었다. 그러나 68분 경 금교진의 중거리 슈팅이 부천의 수비수를 맞고 굴절되며 다시 앞서나가기 시작했다. 74분 경 역습 상황을 맞은 부천이 패스를 주고 받다가 호드리구가 골을 성공시키며, 경기는 2 – 2가 되었다. 추가 득점 없이 경기는 마무리되었으며, 서울 이랜드 FC는 8위로 시즌을 마감하였다. 경기 종료 이후 구단의 유소년 선수와 성인팀 선수들이 한자리에 모여 가변석 앞에서 팬들과 인사를 나누었다. 또한 김병수 감독과 주장 김영광의 시즌을 마무리하는 소감을 밝힌 인터뷰가 행해졌다. 이 후 팬들에게 그라운드를 오픈하여, 예년과 마찬가지로 선수와 팬이 그라운드 위에 한 자리에 모이는 시간을 가졌다.

## FA 컵

### 3 라운드
- 3라운드 
 vs 포천 (A) 0 – 1 패

```
선발 명단 – 
GK
 
이상기
 
DF
 
이준희
, 
조향기
, 
최병도
, 
금교진
 
MF
 
김병석
 
 63′
, 
김창욱
, 
김대광
 
FW
 
명준재
 
 52′
, 
야구 모레이라 시우바
, 
심영성
 
 75′

대기 명단 – 
안지현
, 
전기성
, 
강상민
, 
이도성
, 
고민혁
 
 63′
, 
정희웅
 
 75′
, 
김희원
 
 52′
```

3월 26일 포천종합운동장에서 포천 시민축구단과의 FA컵 3라운드 경기가 열렸다. 선발 라인업에는 정규 리그 경기에 자주 출전하지 못하는 선수들 위주로 배치되었다. 서울 이랜드 FC는 수차례 기회를 엿보았으나 오히려 포천에게 밀리는 양상을 보였다. 후반전 들어서 김희원, 고민혁, 정희웅 등 어린 선수들에게 기회를 주며 분위기 반전을 노렸으나 역부족이었다. 87분 경 포천의 황진산이 좌측에서 올린 크로스를 김찬희가 헤더로 마무리지으며 이 날 경기의 결승골을 기록하였다. 서울 이랜드 FC는 2년 연속 프로팀을 만나보지도 못하고, 하위 대회에 속한 팀들에게 패배하였다.

## 경기 결과

### K리그 챌린지
| 1 3월 5일 | 부천 FC 1995                                     | 2 – 1                                                                                           | 서울 이랜드       | 부천종합운동장 |  |  |
| 15:00     | - 바그닝요 28′, 88′ - 박민 45′, 69′ - 문기한 86′ | [http://ticket.kleague.com/content/sms?teamcode=K26&meet_year=2017&meet_seq=2&game_id=4&endyn=y | - 금교진 24′, 76′ | 관중 수: 7,209 |  |  |
|           |                                                  |                                                                                                 |                   |                |  |  |

| 2 3월 12일 | 서울 이랜드  | 0 – 1  | 경남 FC                                | 잠실종합운동장 |  |  |
| 15:00      | - 명준재 64′ | 리포트 | - 우주성 36′ - 브루누 44′ - 정현철 77′ | 관중 수: 4,531 |  |  |
|            |              |        |                                        |                |  |  |

| 3 3월 18일 | 대전 시티즌                                                                                             | 2 – 1  | 서울 이랜드                 | 대전월드컵경기장 |  |  |
| 15:00      | - 크리스티안 더널라케 5′ (페널티) - 김대열 11′ - 황인범 13′ - 이호석 44′, 58′ - 김태은 61′ - 강승조 81′ | 리포트 | 최치원 27′ - 금교진 38′ 72′ | 관중 수: 1,447   |  |  |
|            | |        |                             |                  |  |  |

| 4 3월 26일 | 서울 이랜드  | 1 – 0                                                                                         | 안산 그리너스 | 잠실종합운동장 |  |  |
| 15:00      | - 김민규 67′ | [http://www.kleague.com/content/sms?teamcode=K31&meet_year=2017&meet_seq=2&game_id=19&endyn=y |               | 관중 수: 2,228 |  |  |
|            |              |                                                                                               |               |                |  |  |

| 5 4월 1일 | 서울 이랜드              | 0 – 0  | 성남 FC      | 잠실종합운동장              |  |  |
| 15:00     | - 주한성 8′ - 김봉래 51′ | 리포트 | - 심제혁 53′ | 관중 수: 3,068 심판: 최광호 |  |  |
|           |                          |        |              |                             |  |  |

| 6 4월 9일 | 부산 아이파크                          | 3 – 0  | 서울 이랜드 | 부산아시아드주경기장 |  |  |
| 17:00     | - 임상협 47′ - 이정협 60′ - 루키앙 84′ | 리포트 |             | 관중 수: 2,230       |  |  |
|           |                                        |        |             |                      |  |  |

| 7 4월 16일 | FC 안양                                | 2 – 0  | 서울 이랜드 | 안양종합운동장 |  |  |
| 15:00      | - 조시엘 36′ - 정재희 79′ - 최재훈 93′ | 리포트 | 감한솔 23′  | 관중 수: 2,037 |  |  |
|            |                                        |        |             |                |  |  |

| 8 4월 23일 | 서울 이랜드 | 0 – 0  | 수원 FC                                | 잠실종합운동장 |  |  |
| 15:00      |             | 리포트 | - 정철호 20′ - 이승현 39′ - 레이어 57′ |                |  |  |
|            |             |        |                                        |                |  |  |

| 9 4월 30일 | 서울 이랜드  | 1 – 1  | 아산 무궁화                   | 잠실종합운동장 |  |  |
| 15:00      | - 최호정 64′ | 리포트 | - 주현재 29′ - 김재웅 17′ 34′ | 관중 수: 1,695 |  |  |
|            |              |        |                               |                |  |  |

| 10 5월 3일 | 성남 FC | 0 – 2  | 서울 이랜드                                         | 탄천종합운동장 |  |  |
| 15:00      |         | 리포트 | - 최호정 27′ - 김민규 45′ - 김재현 84′ - 심영성 89′ | 관중 수: 3,682 |  |  |
|            |         |        |                                                     |                |  |  |

| 11 5월 6일 | 서울 이랜드                    | 2 – 2  | FC 안양                                                                           | 잠실종합운동장 |  |  |
| 15:00      | - 와다 아쓰키 10′ - 김대광 71′ | 리포트 | - 방대종 6′ - 안성빈 36′ - 안동혁 39′ - 정재희 46′, 86′ - 이상용 69′ - 조시엘 79′ | 관중 수: 987   |  |  |
|            |                                |        |                                                                                   |                |  |  |

| 12 5월 13일 | 경남 FC                                                    | 3 – 0  | 서울 이랜드                                                                          | 창원축구센터 |  |  |
| 15:00       | - 이반 헤르체그 64′ - 정원진 78′ - 말컹 81′ - 최재수 90+1′ | 리포트 | - 이예찬 39′ - 와다 아쓰키 40′ - 주한성 60′ - 최호정 87′ - 김재현 90′ - 김대광 90+3′ | 심판: 김성호 |  |  |
|             |                                                            |        |                                                                                      |              |  |  |

| 13 5월 20일 | 부산 아이파크                          | 2 – 1  | 서울 이랜드                                | 부산아시아드주경기장        |  |  |
| 19:00       | - 김문환 54′ - 구현준 80′ - 고경민 97′ | 리포트 | - 백지훈 25′ - 이준희 54′ 59′ - 명준재 75′ | 관중 수: 2,129 심판: 김지음 |  |  |
|             |                                        |        |                                            |                             |  |  |

| 14 5월 29일 | 안산 그리너스             | 1 – 2  | 서울 이랜드                         | 안산와~스타디움 |  |  |
| 19:30       | - 유연승 57′ - 장혁진 66′ | 리포트 | - 명준재 29′, 34′ - 와다 아쓰키 93′ | 관중 수: 1,412  |  |  |
|             |                           |        |                                     |                 |  |  |

| 15 6월 5일 | 아산 무궁화                            | 1 – 0  | 서울 이랜드                            | 이순신종합운동장            |  |  |
| 19:00      | - 이재안 59′ - 조성진 81′ - 박형순 92′ | 리포트 | - 백지훈 14′ - 김준태 20′ - 김재현 27′ | 관중 수: 1,163 심판: 김동진 |  |  |
|            |                                        |        |                                        |                             |  |  |

| 16 6월 10일 | 부천 FC 1995                | 1 – 0  | 서울 이랜드 | 부천종합운동장 |  |  |
| 19:00       | - 바그닝요 14′ - 지병주 89′ | 리포트 | 최병도 18′  | 관중 수: 2,593 |  |  |
|             |                             |        |             |                |  |  |

| 17 6월 17일 | 수원 FC                                             | 2 – 2  | 서울 이랜드                                         | 수원종합운동장 |  |  |
| 19:00       | - 황재훈 61′ - 최원철 61′ - 송수영 65′ - 백성동 93′ | 리포트 | - 김희원 24′ - 조향기 46′ - 감한솔 74′ - 김창욱 92′ | 관중 수: 4,018 |  |  |
|             |                                                     |        |                                                     |                |  |  |

| 18 6월 26일 | 서울 이랜드                                                | 3 – 3  | 대전 시티즌                                                             | 잠실종합운동장            |  |  |
| 20:00       | = - 심영성 38′ - 김봉래 42′ - 와다 아쓰키 63′ - 백지훈 88′ | 리포트 | - 박재우 43′ - 이호석 56′ - 박대훈 77′, 88′ - 크리스티안 더널라케 90+3′ | 관중 수: 717 심판: 최규현 |  |  |
|             |                                                            |        |                                                                         |                           |  |  |

| 19 7월 1일 | 서울 이랜드                        | 2 – 3  | 부산 아이파크                                                        | 잠실종합운동장 |  |  |
| 19:00      | - 김태수 21′ (페널티) - 김창욱 63′ | 리포트 | - 임상협 4′ - 김문환 22′, 69′ - 차영환 71′ - 권진영 87′ - 김경민 91′ | 관중 수: 1,461 |  |  |
|            |                                    |        |                                                                      |                |  |  |

| 21 7월 17일 | 서울 이랜드  | 0 – 0  | 수원 FC                   | 잠실종합운동장 |  |  |
| 20:00       | - 심영성 26′ | 리포트 | - 임하람 73′ - 임창균 75′ | 관중 수: 1,008 |  |  |
|             |              |        |                           |                |  |  |

| 22 7월 24일 | FC 안양                                          | 2 – 0  | 서울 이랜드               | 안양종합운동장              |  |  |
| 20:00       | - 오빈 쿠아쿠 46′ - 조석재 53′, 73′ - 루키앙 67′ | 리포트 | - 최호정 11′ - 전민광 30′ | 관중 수: 2,241 심판: 채상협 |  |  |
|             |                                                  |        |                           |                             |  |  |

| 20 7월 30일 | 서울 이랜드                                 | 3 – 3  | 안산 그리너스                                         | 잠실종합운동장 |  |  |
| 19:00       | - 알레스 42′ - 김창욱 61′, 67′ - 명준재 65′ | 리포트 | - 라울 8′, 45′ - 박한수 26′ - 박준희 73′ - 곽성찬 92′ | 관중 수: 802   |  |  |
|             |                                             |        |                                                       |                |  |  |

| 23 8월 6일 | 서울 이랜드                            | 1 – 1  | 성남 FC                                                 | 잠실종합운동장 |  |  |
| 19:00      | - 알레스 12′ - 최호정 30′ - 최오백 52′ | 리포트 | - 안상현 19′ - 박성호 32′ - 오르슐리치 52′ - 이태희 73′ | 관중 수: 1,287 |  |  |
|            |                                        |        |                                                         |                |  |  |

| 24 8월 12일 | 서울 이랜드                                 | 4 – 1  | 부천 FC 1995                                          | 잠실종합운동장 |  |  |
| 19:00       | - 알레스 57′, 87′ - 최오백 62′ - 전민광 69′ | 리포트 | - 니우송 주니오르 33′ - 바그닝요 76′ - 신현준 79′ 85′ | 관중 수: 971   |  |  |
|             |                                             |        |                                                       |                |  |  |

| 25 8월 20일 | 대전 시티즌                            | 0 – 1  | 서울 이랜드  | 대전월드컵경기장 |  |  |
| 19:00       | - 전상훈 10′ - 김태은 27′ - 장준영 33′ | 리포트 | - 알레스 41′ | 관중 수: 1,032   |  |  |
|             |                                        |        |              |                  |  |  |

| 26 8월 23일 | 서울 이랜드                                          | 3 – 2  | 아산 무궁화                                                  | 잠실종합운동장 |  |  |
| 20:00       | - 이예찬 1′ - 최오백 38′, 71′, 90′, 76′ - 전민광 60′ | 리포트 | 조성준 32′ - 김부관 36′ - 민상기 64′ - 안영규 69′ - 김현 74′ | 관중 수: 631   |  |  |
|             |                                                      |        |                                                              |                |  |  |

| 27 8월 26일 | 서울 이랜드                                         | 1 – 0  | 경남 FC             | 잠실종합운동장 |  |  |
| 19:00       | - 최오백 51′ - 김창욱 66′ - 심영성 81′ - 김연수 84′ | 리포트 | - 이반 헤르체그 63′ |                |  |  |
|             |                                                     |        |                     |                |  |  |

| 28 9월 2일 | 수원 FC                                                         | 3 – 1  | 서울 이랜드  | 수원종합운동장 |  |  |
| 19:00      | - 모재현 17′, 63′ - 이광진 82′ - 이한샘 84′ - 백성동 87′, 90+3′ | 리포트 | - 알레스 38′ | 관중 수: 2,120 |  |  |
|            |                                                                 |        |              |                |  |  |

| 29 9월 9일 | 서울 이랜드                            | 2 – 3  | FC 안양                                | 잠실종합운동장 |  |  |
| 19:00      | - 알레스 39′ - 최호정 55′ - 최치원 65′ | 리포트 | - 김효기 10′ - 강준우 16′ - 루키앙 41′ | 관중 수: 767   |  |  |
|            |                                        |        |                                        |                |  |  |

| 30 9월 16일 | 성남 FC                                                              | 2 – 2  | 서울 이랜드                    | 탄천종합운동장 |  |  |
| 19:00       | - 이현일 3′ - 김두현 34′ - 필리프 흘로호우스키 43′, 83′ - 이지민 67′ | 리포트 | - 김성주 21′ - 최치원 61′, 84′ | 관중 수: 1,693 |  |  |
|             |                                                                      |        |                                |                |  |  |

| 31 9월 24일 | 서울 이랜드               | 2 – 2  | 부산 아이파크                                                    | 잠실종합운동장 |  |  |
| 19:00       | - 최치원 16′ - 주한성 24′ | 리포트 | - 김문환 55′ - 박준태 67′ - 고경민 71′ - 구상민 91′ - 윤동민 93′ | 관중 수: 1,209 |  |  |
|             |                           |        |                                                                  |                |  |  |

| 32 9월 30일 | 서울 이랜드    | 0 – 0  | 대전 시티즌  | 잠실종합운동장 |  |  |
| 15:00       | - 알레스 90+3′ | 리포트 | - 김태은 50′ | 관중 수: 1,522 |  |  |
|             |                |        |              |                |  |  |

| 33 10월 8일 | 아산 무궁화               | 2 – 0  | 서울 이랜드                                         | 이순신종합운동장 |  |  |
| 15:00       | - 한의권 57′ - 이재안 74′ | 리포트 | - 안재훈 42′ - 최오백 79′ - 감한솔 87′ - 최치원 87′ | 관중 수: 1,213   |  |  |
|             |                           |        |                                                     |                  |  |  |

| 34 10월 14일 | 경남 FC                                    | 2 – 1  | 서울 이랜드                           | 창원축구센터   |  |  |
| 15:00        | - 정원진 5′, 43′ - 권용현 54′ - 김진용 62′ | 리포트 | - 김성주 4′ - 김영광 73′ - 주한성 79′ | 관중 수: 1,740 |  |  |
|              |                                            |        |                                       |                |  |  |

| 35 10월 21일 | 안산 그리너스     | 1 – 1  | 서울 이랜드                                         | 안산와~스타디움 |  |  |
| 15:00        | - 이인재 78′, 85′ | 리포트 | - 최호정 32′ - 알레스 51′ - 최오백 80′ - 주한성 90′ | 관중 수: 3,712  |  |  |
|              |                   |        |                                                     |                 |  |  |

| 36 10월 29일 | 서울 이랜드                                             | 2 – 2  | 부천 FC 1995                                            | 잠실종합운동장 |  |  |
| 15:00        | - 최오백 2′ - 최치원 30′ - 와다 아쓰키 32′ - 금교진 68′ | 리포트 | - 조수철 15′ - 공민현 46′ - 바그닝요 52′ - 호드리구 74′ | 관중 수: 3,317 |  |  |
|              |                                                         |        |                                                         |                |  |  |

#### K리그 라운드별 결과
| R      | 1  | 2  | 3  | 4  | 5  | 6  | 7  | 8  | 9  | 10 | 11 | 12 | 13 | 14 | 15 | 16 | 17 | 18 | 19 | 20 | 21 | 22 | 23 | 24 | 25 | 26 | 27 | 28 | 29 | 30 | 31 | 32 | 33 | 34 | 35 | 36 |
| ------ | -- | -- | -- | -- | -- | -- | -- | -- | -- | -- | -- | -- | -- | -- | -- | -- | -- | -- | -- | -- | -- | -- | -- | -- | -- | -- | -- | -- | -- | -- | -- | -- | -- | -- | -- | -- |
| 경기장 | A  | H  | A  | H  | H  | A  | A  | H  | H  | A  | H  | A  | A  | A  | A  | A  | A  | H  | H  | H  | A  | H  | H  | H  | A  | H  | H  | A  | H  | A  | H  | H  | A  | A  | A  | H  |
| 결과   | 패 | 패 | 패 | 승 | 무 | 패 | 패 | 무 | 무 | 승 | 무 | 패 | 패 | 승 | 패 | 패 | 무 | 무 | 패 | 무 | 패 | 무 | 무 | 승 | 승 | 승 | 승 | 패 | 패 | 무 | 무 | 무 | 패 | 패 | 무 | 무 |
| 순위   | 6  | 9  | 9  | 8  | 9  | 9  | 9  | 9  | 10 | 7  | 8  | 8  | 9  | 8  | 8  | 8  | 9  | 9  | 9  | 9  | 9  | 9  | 10 | 9  | 8  | 8  | 8  | 8  | 8  | 8  | 8  | 8  | 8  | 8  | 8  | 8  |

최종 업데이트: 2017년 10월 29일.
출처: K리그

홈/어웨이: A = 어웨이; H = 홈. 결과: 무 = 무승부; 패 = 패배; 승 = 승리; P = 연기됨.

#### K리그 구장별 결과
| 전체 | 전체 | 전체 | 전체 | 전체 | 전체 | 전체 | 전체 | 홈 | 홈 | 홈 | 홈 | 홈 | 홈 | 어웨이 | 어웨이 | 어웨이 | 어웨이 | 어웨이 | 어웨이 |
| 경기 | 승점 | 승   | 무   | 패   | 득   | 실   | 차   | 승 | 무 | 패 | 득 | 실 | 차 | 승     | 무     | 패     | 득     | 실     | 차     |
| ---- | ---- | ---- | ---- | ---- | ---- | ---- | ---- | -- | -- | -- | -- | -- | -- | ------ | ------ | ------ | ------ | ------ | ------ |
| 36   | 35   | 7    | 14   | 15   | 42   | 55   | -13  | 4  | 11 | 3  | 27 | 24 | +3 | 3      | 3      | 12     | 15     | 31     | -16    |

출처: K리그

### FA컵
| 3 3월 26일 | 포천 시민축구단 | 1 – 0 | 서울 이랜드 | 포천종합운동장 |  |  |
| 15:00      | - 김찬희 87′    |       |             |                |  |  |
|            |                 |       |             |                |  |  |

## 선수단

### 현재 선수단
7월 30일 기준

참고: FIFA 자격 규정에 따라 소속된 국가대표팀 국기를 표시합니다. 선수는 복수의 FIFA 비회원국 국적을 가지고 있을 수 있습니다.
| 번호 | 포지션 | 국적 | 이름                   |
| ---- | ------ | ---- | ---------------------- |
| 1    | GK     |      | 김영광                 |
| 2    | DF     |      | 최호정                 |
| 3    | DF     |      | 감한솔                 |
| 4    | MF     |      | 김준태                 |
| 5    | MF     |      | 김태수                 |
| 6    | DF     |      | 최병도                 |
| 7    | FW     |      | 최오백                 |
| 8    | MF     |      | 와다 도모키            |
| 9    | FW     |      | 다니에우 로비뉴        |
| 10   | MF     |      | 백지훈                 |
| 11   | FW     |      | 심광욱                 |
| 14   | DF     |      | 금교진                 |
| 15   | DF     |      | 조향기                 |
| 16   | MF     |      | 명준재 (전북에서 임대) |
| 17   | MF     |      | 이도성                 |
| 18   | GK     |      | 이상기                 |
| 19   | FW     |      | 김현규                 |
| 21   | MF     |      | 김성주                 |
| 22   | MF     |      | 전민광                 |

| 번호 | 포지션 | 국적 | 이름                      |
| ---- | ------ | ---- | ------------------------- |
| 23   | MF     |      | 최치원                    |
| 24   | DF     |      | 김연수                    |
| 25   | MF     |      | 와다 아쓰키               |
| 28   | DF     |      | 유지훈                    |
| 29   | FW     |      | 주한성 (대구에서 임대)    |
| 30   | MF     |      | 이예찬                    |
| 31   | GK     |      | 안지현                    |
| 33   | MF     |      | 정희웅                    |
| 34   | FW     |      | 김희원                    |
| 35   | FW     |      | 조용태                    |
| 36   | DF     |      | 김지훈                    |
| 50   | DF     |      | 안재훈 (수원 FC에서 임대) |
| 55   | DF     |      | 김재현                    |
| 66   | MF     |      | 김창욱                    |
| 70   | FW     |      | 알레스                    |
| 80   | MF     |      | 김대광                    |
| 87   | FW     |      | 심영성                    |
| 88   | MF     |      | 고민혁                    |
| 93   | MF     |      | 전기성                    |

### 임대 및 군 복무 중인 선수
참고: FIFA 자격 규정에 따라 소속된 국가대표팀 국기를 표시합니다. 선수는 복수의 FIFA 비회원국 국적을 가지고 있을 수 있습니다.
| 번호 | 포지션 | 국적 | 이름                                |
| ---- | ------ | ---- | ----------------------------------- |
| —    | DF     |      | 김동철 (아산 무궁화에서 군 복무 중) |
| —    | FW     |      | 주민규 (상주 상무에서 군 복무 중)   |

| 번호 | 포지션 | 국적 | 이름                        |
| ---- | ------ | ---- | --------------------------- |
| —    | MF     |      | 윤성열 (청주CITY FC로 임대) |

## 이적시장

### IN
| #  | 이름        | 포지션 | 이전구단           | 이적유형      | 이적시기      | 계약기간 | 이적료 | 비고              |
| -- | ----------- | ------ | ------------------ | ------------- | ------------- | -------- | ------ | ----------------- |
| 1  | 최유상      | FW     | 충주 험멜          | 임대복귀      | 겨울 이적시장 |          |        | 계약만료          |
| 2  | 전기성      | MF     | 부천 FC 1995       | 임대복귀      | 겨울 이적시장 |          |        |                   |
| 3  | 김재성      | MF     | 제주 유나이티드    | 임대복귀      | 겨울 이적시장 |          |        | 계약만료          |
| 4  | 양기훈      | DF     | 울산 현대미포      | 임대복귀      | 겨울 이적시장 |          |        |                   |
| 5  | 김태수      | MF     | 인천 유나이티드    | 완전이적      | 겨울 이적시장 | 2년      |        |                   |
| 6  | 강상민      | MF     | 연세대학교         | 자유계약      | 겨울 이적시장 |          |        | 신인              |
| 7  | 정희웅      | FW     | 청주대학교         | 자유계약      | 겨울 이적시장 |          |        | 신인              |
| 8  | 김민규      | FW     | 울산 현대          | 임대          | 겨울 이적시장 | 1년      |        |                   |
| 9  | 명준재      | MF     | 전북 현대          | 임대          | 겨울 이적시장 | 1년      |        |                   |
| 10 | 감한솔      | DF     | 대구 FC            | 선수 트레이드 | 겨울 이적시장 | 2년      |        | 김현성과 트레이드 |
| 11 | 최치원      | MF     | 전북 현대          | 완전이적      | 겨울 이적시장 |          |        | 임대 후 완전이적  |
| 12 | 김희원      | FW     | 청주대학교         | 자유계약      | 겨울 이적시장 |          |        | 신인              |
| 13 | 김연수      | DF     | 강릉시청           | 자유계약      | 겨울 이적시장 |          |        | 신인              |
| 14 | 안지현      | GK     | 강원 FC            | 자유계약      | 겨울 이적시장 | 2년      |        |                   |
| 15 | 최호정      | DF     | 대구 FC            | 자유계약      | 겨울 이적시장 | 3년      |        |                   |
| 16 | 이준희      | DF     | 경남 FC            | 완전이적      | 겨울 이적시장 | 2년      |        |                   |
| 17 | 이예찬      | FW     | 고양 자이크로      | 자유계약      | 겨울 이적시장 | 3년      |        |                   |
| 18 | 이도성      | MF     | 고양 자이크로      | 자유계약      | 겨울 이적시장 | 1년      |        | 보상금            |
| 19 | 최병도      | DF     | 부천 FC 1995       | 자유계약      | 겨울 이적시장 | 2년      |        | 보상금            |
| 20 | 김병석      | MF     | 대전 시티즌        | 완전이적      | 겨울 이적시장 | 3년      |        |                   |
| 21 | 금교진      | DF     | FC 서울            | 자유계약      | 겨울 이적시장 | 3년      |        |                   |
| 22 | 조용태      | FW     | 광주 FC            | 자유계약      | 겨울 이적시장 | 2년      |        | 보상금            |
| 23 | 심영성      | FW     | 강원 FC            | 자유계약      | 겨울 이적시장 | 2년      |        | 이적료 발생       |
| 24 | 김봉래      | DF     | 제주 유나이티드    | 임대          | 겨울 이적시장 | 1년      |        |                   |
| 25 | 김재현      | DF     | 부산 아이파크      | 자유계약      | 겨울 이적시장 | 3년      |        | 보상금            |
| 26 | 백지훈      | MF     | 수원 삼성 블루윙즈 | 자유계약      | 겨울 이적시장 | 1년      |        |                   |
| 27 | 로빙요      | FW     | 교토 상가          | 완전이적      | 겨울 이적시장 |          |        |                   |
| 28 | 고민혁      | MF     | 울산 현대          | 자유계약      | 겨울 이적시장 | 3년      |        |                   |
| 29 | 아츠키      | MF     | 교토 상가          | 완전이적      | 겨울 이적시장 |          |        |                   |
| 30 | 야구        | FW     | 마카에             | 완전이적      | 겨울 이적시장 |          |        |                   |
| 31 | 김대광      | MF     | 부천 FC 1995       | 선수 트레이드 | 겨울 이적시장 |          |        | 양기훈과 트레이드 |
| 32 | 주한성      | FW     | 대구 FC            | 임대          | 겨울 이적시장 | 1년      |        |                   |
|    |             |        |                    |               |               |          |        |                   |
| 1  | 심광욱      | FW     | 양주 시민축구단    | 완전이적      | 여름 이적시장 |          |        | 테스트            |
| 2  | 알레스      | FW     | FC 안양            | 완전이적      | 여름 이적시장 |          |        |                   |
| 3  | 유지훈      | DF     | 부산 아이파크      | 완전이적      | 여름 이적시장 |          |        | 이준희와 트레이드 |
| 4  | 안재훈      | DF     | 수원 FC            | 임대          | 여름 이적시장 | 6개월    |        |                   |
| 5  | 와다 도모키 | MF     | 광주 FC            | 완전이적      | 여름 이적시장 |          |        |                   |

### OUT
| #  | 이름        | 포지션 | 이적구단              | 이적유형      | 이적시기      | 계약기간 | 이적료 | 비고                        |
| -- | ----------- | ------ | --------------------- | ------------- | ------------- | -------- | ------ | --------------------------- |
| 1  | 구대엽      | DF     | 목포시청              | 자유계약      | 겨울 이적시장 |          |        |                             |
| 2  | 유창현      | FW     |                       | 계약만료      | 겨울 이적시장 |          |        | 은퇴                        |
| 3  | 조우진      | FW     | 경주 한국수력원자력   | 계약만료      | 겨울 이적시장 |          |        |                             |
| 4  | 타라바이    | FW     | 하이버니언스          | 임대복귀      | 겨울 이적시장 |          |        |                             |
| 5  | 칼라일 미첼 | DF     |                       | 계약만료      | 겨울 이적시장 |          |        |                             |
| 6  | 김동진      | DF     | 킷치                  | 자유계약      | 겨울 이적시장 |          |        |                             |
| 7  | 김현성      | GK     | 대구 FC               | 선수 트레이드 | 겨울 이적시장 |          |        | 감한솔과 트레이드           |
| 8  | 안태현      | MF     | 부천 FC 1995          | 자유계약      | 겨울 이적시장 |          |        |                             |
| 9  | 김태은      | DF     | 대전 시티즌           | 자유계약      | 겨울 이적시장 |          |        | 보상금                      |
| 10 | 김현솔      | MF     | CRB                   | 자유계약      | 겨울 이적시장 |          |        |                             |
| 11 | 김재성      | MF     | 애들레이드 유나이티드 | 자유계약      | 겨울 이적시장 |          |        |                             |
| 12 | 김재연      | MF     | 화성 FC               | 자유계약      | 겨울 이적시장 |          |        |                             |
| 13 | 최유상      | FW     |                       | 자유계약      | 겨울 이적시장 |          |        | 은퇴                        |
| 13 | 유제호      | MF     | 대전 코레일           | 자유계약      | 겨울 이적시장 |          |        |                             |
| 14 | 고경준      | DF     |                       | 자유계약      | 겨울 이적시장 |          |        |                             |
| 15 | 양기훈      | DF     | 부천 FC 1995          | 선수 트레이드 | 겨울 이적시장 |          |        | 김대광과 트레이드           |
| 16 | 이재훈      | DF     | 경주 시민축구단       | 자유계약      | 겨울 이적시장 |          |        | 공익 근무                   |
|    |             |        |                       |               |               |          |        |                             |
| 1  | 야구        | FW     |                       | 계약해지      | 여름 이적시장 |          |        |                             |
| 2  | 신일수      | MF     | 바르징                | 자유계약      | 여름 이적시장 |          |        |                             |
| 3  | 김민규      | FW     | 울산 현대             | 임대해지      | 여름 이적시장 |          |        |                             |
| 4  | 강상민      | MF     | 창원 시청             | 완전이적      | 여름 이적시장 |          |        |                             |
| 5  | 김병석      | MF     | 안산 그리너스         | 완전이적      | 여름 이적시장 |          |        |                             |
| 6  | 이준희      | DF     | 부산 아이파크         | 완전이적      | 여름 이적시장 |          |        | 유지훈과 트레이드           |
| 6  | 김봉래      | DF     | 제주 유나이티드       | 임대해지      | 여름 이적시장 |          |        | 제주 복귀 후 수원 FC로 임대 |

#### 임대 및 군입대
| # | 이름   | 포지션 | 임대구단    | 이적시기      | 임대기간 | 임대료 | 비고   |
| - | ------ | ------ | ----------- | ------------- | -------- | ------ | ------ |
| 1 | 주민규 | 공격수 | 상주 상무   | 겨울 이적시장 | 21개월   |        | 군입대 |
| 2 | 김동철 | DF     | 아산 무궁화 | 겨울 이적시장 | 21개월   |        | 군입대 |

## 시즌 통계

### K리그 챌린지기록
| 시즌 | 리그 팀수 | 최종 순위 | 경기수 | 승 | 무 | 패 | 득 | 실 | 차  | 승점 | 감독   |
| ---- | --------- | --------- | ------ | -- | -- | -- | -- | -- | --- | ---- | ------ |
| 2017 | 10        | 8위       | 36     | 7  | 14 | 15 | 42 | 55 | -13 | 35   | 김병수 |

### 시즌 전 대회 기록
| 시즌 | 리그 팀수 | K리그 챌린지 | FA컵         | 감독   |
| ---- | --------- | ------------ | ------------ | ------ |
| 2017 | 10        | 8위          | 3라운드 탈락 | 김병수 |

### 관중 기록
| 시즌 | 시즌 총관중 | K리그 챌린지 총관중 / 평균관중 | K리그 챌린지 최다관중 / 최소관중 | 관중 순위 | 비고 |
| ---- | ----------- | ------------------------------ | -------------------------------- | --------- | ---- |
| 2017 | 28,996      | 28,996 / 1,439                 | 4,531 / 631                      | 10위      |      |

- 시즌 총관중수는 K리그 챌린지, FA컵, AFC 챔피언스리그의 공식 홈경기 관중수의 총계이며 친선 경기 관중수는 포함하지 않는다.

## 선수 통계

### 선수단 통계
| 번호 | 포지션 | 이름        | 리그  | 리그 | 리그 | FA컵 | FA컵 | FA컵 | 통합  | 통합 | 통합 | 카드 | 카드 | 카드 |
| 번호 | 포지션 | 이름        | 경기  | 득점 | 도움 | 경기 | 득점 | 도움 | 경기  | 득점 | 도움 |      |      |      |
| ---- | ------ | ----------- | ----- | ---- | ---- | ---- | ---- | ---- | ----- | ---- | ---- | ---- | ---- | ---- |
| 1    | GK     | 김영광      | 36    | 0    | 0    | 0    | 0    | 0    | 36    | 0    | 0    | 1    | 0    |      |
| 2    | DF     | 최호정      | 33    | 2    | 0    | 0    | 0    | 0    | 33    | 2    | 0    | 6    | 0    |      |
| 3    | DF     | 감한솔      | 17(4) | 1    | 2    | 0    | 0    | 0    | 17(4) | 1    | 2    | 2    | 0    |      |
| 4    | MF     | 김준태      | 18(6) | 0    | 2    | 0    | 0    | 0    | 18(6) | 0    | 2    | 1    | 0    |      |
| 5    | MF     | 김태수      | 7(2)  | 1    | 0    | 0    | 0    | 0    | 7(2)  | 1    | 0    | 0    | 0    |      |
| 6    | DF     | 최병도      | 1(1)  | 0    | 0    | 1    | 0    | 0    | 2(1)  | 0    | 0    | 1    | 0    |      |
| 7    | FW     | 최오백      | 14(1) | 5    | 2    | 0    | 0    | 0    | 14(1) | 5    | 1    | 5    | 0    |      |
| 8    | MF     | 김병석      | 2     | 0    | 0    | 1    | 0    | 0    | 3     | 0    | 0    | 0    | 0    |      |
| 8    | MF     | 와다 도모키 | 2     | 0    | 0    | 0    | 0    | 0    | 2     | 0    | 0    | 0    | 0    |      |
| 9    | FW     | 로비뉴      | 12(3) | 0    | 0    | 0    | 0    | 0    | 12(3) | 0    | 0    | 0    | 0    |      |
| 10   | MF     | 백지훈      | 9(6)  | 1    | 0    | 0    | 0    | 0    | 9(6)  | 1    | 0    | 2    | 0    |      |
| 11   | FW     | 야구        | 2(1)  | 0    | 0    | 1    | 0    | 0    | 3(1)  | 0    | 0    | 0    | 0    |      |
| 11   | FW     | 심광욱      | 0(2)  | 0    | 0    | 0    | 0    | 0    | 0(2)  | 0    | 0    | 0    | 0    |      |
| 13   | MF     | 강상민      | 0     | 0    | 0    | 0    | 0    | 0    | 0     | 0    | 0    | 0    | 0    |      |
| 14   | DF     | 금교진      | 18(6) | 2    | 2    | 1    | 0    | 0    | 19(6) | 2    | 2    | 3    | 1    |      |
| 15   | DF     | 조향기      | 6(8)  | 1    | 0    | 1    | 0    | 0    | 7(8)  | 1    | 0    | 0    | 0    |      |
| 16   | MF     | 명준재      | 6(11) | 3    | 1    | 1    | 0    | 0    | 7(11) | 3    | 1    | 2    | 0    |      |
| 17   | MF     | 이도성      | 0     | 0    | 0    | 0    | 0    | 0    | 0     | 0    | 0    | 0    | 0    |      |
| 18   | GK     | 이상기      | 0     | 0    | 0    | 1    | 0    | 0    | 1     | 0    | 0    | 0    | 0    |      |
| 19   | FW     | 김현규      | 0(1)  | 0    | 0    | 0    | 0    | 0    | 0(1)  | 0    | 0    | 0    | 0    |      |
| 20   | FW     | 김민규      | 4(6)  | 1    | 1    | 0    | 0    | 0    | 4(6)  | 1    | 1    | 1    | 0    |      |
| 21   | MF     | 김성주      | 5     | 0    | 0    | 0    | 0    | 0    | 5     | 0    | 0    | 1    | 1    |      |
| 22   | DF     | 전민광      | 26(3) | 1    | 0    | 0    | 0    | 0    | 26(3) | 1    | 0    | 2    | 0    |      |
| 23   | MF     | 최치원      | 14(4) | 6    | 1    | 0    | 0    | 0    | 14(4) | 6    | 1    | 1    | 0    |      |
| 24   | DF     | 김연수      | 8(1)  | 0    | 0    | 0    | 0    | 0    | 8(1)  | 0    | 0    | 1    | 0    |      |
| 25   | MF     | 와다 아쓰키 | 31(1) | 2    | 7    | 0    | 0    | 0    | 31(1) | 2    | 7    | 3    | 0    |      |
| 27   | DF     | 김봉래      | 9     | 1    | 0    | 0    | 0    | 0    | 9     | 1    | 0    | 1    | 0    |      |
| 28   | DF     | 유지훈      | 11(1) | 0    | 1    | 0    | 0    | 0    | 11(1) | 0    | 1    | 0    | 0    |      |
| 29   | FW     | 주한성      | 22(4) | 2    | 1    | 0    | 0    | 0    | 22(4) | 2    | 1    | 3    | 0    |      |
| 30   | MF     | 이예찬      | 17(7) | 0    | 2    | 0    | 0    | 0    | 17(7) | 0    | 2    | 2    | 0    |      |
| 31   | GK     | 안지현      | 0     | 0    | 0    | 0    | 0    | 0    | 0     | 0    | 0    | 0    | 0    |      |
| 33   | FW     | 정희웅      | 2     | 0    | 0    | 0(1) | 0    | 0    | 2(1)  | 0    | 0    | 0    | 0    |      |
| 34   | FW     | 김희원      | 2     | 0    | 0    | 0(1) | 0    | 0    | 2(1)  | 0    | 0    | 0    | 1    |      |
| 35   | FW     | 조용태      | 4(1)  | 0    | 0    | 0    | 0    | 0    | 4(1)  | 0    | 0    | 0    | 0    |      |
| 36   | DF     | 김지훈      | 0     | 0    | 0    | 0    | 0    | 0    | 0     | 0    | 0    | 0    | 0    |      |
| 50   | DF     | 안재훈      | 8(1)  | 0    | 0    | 0    | 0    | 0    | 8(1)  | 0    | 0    | 1    | 0    |      |
| 55   | DF     | 김재현      | 9(3)  | 1    | 1    | 0    | 0    | 0    | 9(3)  | 1    | 1    | 1    | 0    |      |
| 66   | MF     | 김창욱      | 17(4) | 2    | 3    | 2    | 0    | 0    | 18(4) | 2    | 3    | 3    | 0    |      |
| 70   | DF     | 알레스      | 11(3) | 7    | 0    | 0    | 0    | 0    | 11(3) | 7    | 0    | 3    | 0    |      |
| 77   | DF     | 이준희      | 3(1)  | 0    | 0    | 1    | 0    | 0    | 4(1)  | 0    | 0    | 2    | 1    |      |
| 80   | MF     | 김대광      | 2(4)  | 1    | 0    | 1    | 0    | 0    | 3(4)  | 1    | 0    | 0    | 0    |      |
| 87   | FW     | 심영성      | 8(8)  | 2    | 1    | 1    | 0    | 0    | 9(8)  | 2    | 1    | 2    | 0    |      |
| 88   | MF     | 고민혁      | 3(1)  | 0    | 1    | 0(1) | 0    | 0    | 3(2)  | 0    | 1    | 0    | 0    |      |
| 93   | DF     | 전기성      | 0     | 0    | 0    | 0    | 0    | 0    | 0     | 0    | 0    | 0    | 0    |      |
| 94   | MF     | 신일수      | 0     | 0    | 0    | 0    | 0    | 0    | 0     | 0    | 0    | 0    | 0    |      |
| ?    | ?      | 자책골      | ?     | 0    | ?    | ?    | 0    | ?    | ?     | 0    | ?    | ?    | ?    |      |

### 득점 상위 5
| 순위 | 포지션 | 이름   | 경기  | 득점 |
| ---- | ------ | ------ | ----- | ---- |
| 1    | FW     | 알레스 | 11(3) | 7    |
| 2    | FW     | 최치원 | 14(4) | 6    |
| 3    | FW     | 최오백 | 14(1) | 5    |
| 4    | MF     | 명준재 | 6(11) | 3    |
| 5    | FW     | 심영성 | 8(8)  | 2    |

### 도움 상위 5
| 순위 | 포지션 | 이름        | 경기  | 도움 |
| ---- | ------ | ----------- | ----- | ---- |
| 1    | MF     | 와다 아쓰키 | 31(1) | 7    |
| 2    | MF     | 김창욱      | 17(4) | 3    |
| 3    | FW     | 최오백      | 14(1) | 2    |
| 4    | DF     | 감한솔      | 17(4) | 2    |
| 5    | DF     | 금교진      | 18(6) | 2    |

- K리그 챌린지는 득점과 도움수가 동일할 경우 출장경기수가 적은 선수, 출장경기수도 동일할 경우 출장시간이 적은 선수가 상위 순위가 된다.
- FA컵과 AFC 챔피언스리그는 득점수와 도움수로만 순위를 정한다.
- 통합순위에서 득점수가 동일할 경우 AFC 챔피언스리그, K리그 챌린지, FA컵 순서로 득점을 기록한 선수가 상위 순위가 된다.

## 전술 총평

### 주요 전술
김병수 감독은 서울 이랜드 FC에 부임하여 백쓰리 포메이션을 가장 많이 사용하였다. 시즌 전체적으로 가장 많이 사용된 포메이션은 3 - 4 - 3 포메이션이다. 김병수 감독은 패스 플레이를 중시했으며, 롱볼 축구를 지양했다.
그러나 패스 축구의 준비성이 떨어졌고, 선수들의 유기적인 플레이가 크게 발휘되지 못했다. 결국 시즌 종료까지 전술적인 완성도가 높지 않았다.
- 공격진

전반기엔 공격진의 중앙이 공격형 미드필더 내지는 펄스나인으로 활용되었으나, 후반기 알레스 영입 이후 전형적인 스트라이커가 활용되었다.
최오백과 최치원의 시즌 초기 부상을 당하며, 구단이 가장 큰 어려움을 겪고 있던 포지션이기도 했다. 주한성이 가장 많은 출장을 기록했다.
- 미드필드

주로 두 명의 중앙 미드필더가 출전하였고, 대부분의 경기에서 와다 아쓰키와 김창욱이 나왔다. 아쓰키가 전방으로 패스를 연결하고, 김창욱이 활동량으로 중원을 커버하는 형태였다.
- 수비진

전반적으로 백쓰리가 사용되었던 시즌이었다. 양 쪽 윙백은 전반기엔 이예찬과 금교진이 주로 출장하였으나, 후반기엔 감한솔과 유지훈이 중용받았다.
센터백은 중앙 스위퍼 자리에서는 최호정이 붙박이 주전 자리를 꿰찼다. 양 쯕 스토퍼 자리에는 전민광이 주로 출전하였으며, 파트너로는 김재현과 김연수, 안재훈이 번갈아 나왔다.

### 스타팅 11과 포메이션
가장 많이 활용된 3 - 4 - 3 포메이션 위에, 포지션 별로 선발 라인업에 가장 많이 포함된 횟수 순으로 결정되었다.
| \| 배번 \| 포지션 \| 국적 \| 이름 \| 선발 \| 비고 \| \| ---- \| ------ \| ---- \| ----------- \| ---- \| ----------------------- \| \| 1 \| GK \| \| 김영광 \| 36 \| 전 경기 풀타임 출장 \| \| 22 \| DF \| \| 전민광 \| 26 \| \| \| 2 \| DF \| \| 최호정 \| 33 \| 필드 플레이어 최다 출장 \| \| 55 \| DF \| \| 김재현 \| 9 \| \| \| 30 \| DF \| \| 이예찬 \| 17 \| \| \| 14 \| DF \| \| 금교진 \| 19 \| \| \| 25 \| MF \| \| 와다 아쓰키 \| 31 \| 시즌 최다 도움 \| \| 66 \| MF \| \| 김창욱 \| 17 \| \| \| 29 \| FW \| \| 주한성 \| 22 \| 대구 FC로부터 임대 \| \| 23 \| FW \| \| 최치원 \| 14 \| \| \| 7 \| FW \| \| 최오백 \| 14 \| \| | 김영광 이예찬 전민광 최호정 김재현 금교진 김창욱 아쓰키 최치원 최오백 주한성 |          |             |      |                         |
| 배번 | 포지션                                                                       | 국적     | 이름        | 선발 | 비고                    |
| 1 | GK                                                                           | 대한민국 | 김영광      | 36   | 전 경기 풀타임 출장     |
| 22 | DF                                                                           | 대한민국 | 전민광      | 26   |                         |
| 2 | DF                                                                           | 대한민국 | 최호정      | 33   | 필드 플레이어 최다 출장 |
| 55 | DF                                                                           | 대한민국 | 김재현      | 9    |                         |
| 30 | DF                                                                           | 대한민국 | 이예찬      | 17   |                         |
| 14 | DF                                                                           | 대한민국 | 금교진      | 19   |                         |
| 25 | MF                                                                           | 일본     | 와다 아쓰키 | 31   | 시즌 최다 도움          |
| 66 | MF                                                                           | 대한민국 | 김창욱      | 17   |                         |
| 29 | FW                                                                           | 대한민국 | 주한성      | 22   | 대구 FC로부터 임대      |
| 23 | FW                                                                           | 대한민국 | 최치원      | 14   |                         |
| 7 | FW                                                                           | 대한민국 | 최오백      | 14   |                         |

최종 확인일자: 10월 29일
출처: 스쿼드 통계, 선발 포메이션.

공식 경기만 해당.

국가: (국적국과 출생국이 다른 경우) 첫 번째=국적국, 두 번째=출생국